# Шахматы втёмную
|   | a | b | c | d | e | f | g | h |   |
| - | --- | --- | --- | --- | --- | --- | --- | --- | - |
| 8 | a8 чёрный крест · b8 чёрный крест · c8 чёрный крест · d8 чёрный крест · e8 чёрный крест · f8 чёрный крест · g8 чёрный крест · h8 чёрный крест · a7 чёрный крест · b7 чёрный крест · c7 чёрный крест · d7 чёрный крест · e7 чёрный крест · f7 чёрный крест · g7 чёрный крест · h7 чёрный крест · a6 чёрный крест · b6 чёрный крест · c6 чёрный крест · d6 чёрный крест · e6 чёрный крест · f6 чёрный крест · g6 чёрный крест · h6 чёрный крест · a5 чёрный крест · b5 чёрный крест · c5 чёрный крест · d5 чёрный крест · e5 чёрный крест · f5 чёрный крест · g5 чёрный крест · h5 чёрный крест · a2 белая пешка · b2 белая пешка · c2 белая пешка · d2 белая пешка · e2 белая пешка · f2 белая пешка · g2 белая пешка · h2 белая пешка · a1 белая ладья · b1 белый конь · c1 белый слон · d1 белый ферзь · e1 белый король · f1 белый слон · g1 белый конь · h1 белая ладья | a8 чёрный крест · b8 чёрный крест · c8 чёрный крест · d8 чёрный крест · e8 чёрный крест · f8 чёрный крест · g8 чёрный крест · h8 чёрный крест · a7 чёрный крест · b7 чёрный крест · c7 чёрный крест · d7 чёрный крест · e7 чёрный крест · f7 чёрный крест · g7 чёрный крест · h7 чёрный крест · a6 чёрный крест · b6 чёрный крест · c6 чёрный крест · d6 чёрный крест · e6 чёрный крест · f6 чёрный крест · g6 чёрный крест · h6 чёрный крест · a5 чёрный крест · b5 чёрный крест · c5 чёрный крест · d5 чёрный крест · e5 чёрный крест · f5 чёрный крест · g5 чёрный крест · h5 чёрный крест · a2 белая пешка · b2 белая пешка · c2 белая пешка · d2 белая пешка · e2 белая пешка · f2 белая пешка · g2 белая пешка · h2 белая пешка · a1 белая ладья · b1 белый конь · c1 белый слон · d1 белый ферзь · e1 белый король · f1 белый слон · g1 белый конь · h1 белая ладья | a8 чёрный крест · b8 чёрный крест · c8 чёрный крест · d8 чёрный крест · e8 чёрный крест · f8 чёрный крест · g8 чёрный крест · h8 чёрный крест · a7 чёрный крест · b7 чёрный крест · c7 чёрный крест · d7 чёрный крест · e7 чёрный крест · f7 чёрный крест · g7 чёрный крест · h7 чёрный крест · a6 чёрный крест · b6 чёрный крест · c6 чёрный крест · d6 чёрный крест · e6 чёрный крест · f6 чёрный крест · g6 чёрный крест · h6 чёрный крест · a5 чёрный крест · b5 чёрный крест · c5 чёрный крест · d5 чёрный крест · e5 чёрный крест · f5 чёрный крест · g5 чёрный крест · h5 чёрный крест · a2 белая пешка · b2 белая пешка · c2 белая пешка · d2 белая пешка · e2 белая пешка · f2 белая пешка · g2 белая пешка · h2 белая пешка · a1 белая ладья · b1 белый конь · c1 белый слон · d1 белый ферзь · e1 белый король · f1 белый слон · g1 белый конь · h1 белая ладья | a8 чёрный крест · b8 чёрный крест · c8 чёрный крест · d8 чёрный крест · e8 чёрный крест · f8 чёрный крест · g8 чёрный крест · h8 чёрный крест · a7 чёрный крест · b7 чёрный крест · c7 чёрный крест · d7 чёрный крест · e7 чёрный крест · f7 чёрный крест · g7 чёрный крест · h7 чёрный крест · a6 чёрный крест · b6 чёрный крест · c6 чёрный крест · d6 чёрный крест · e6 чёрный крест · f6 чёрный крест · g6 чёрный крест · h6 чёрный крест · a5 чёрный крест · b5 чёрный крест · c5 чёрный крест · d5 чёрный крест · e5 чёрный крест · f5 чёрный крест · g5 чёрный крест · h5 чёрный крест · a2 белая пешка · b2 белая пешка · c2 белая пешка · d2 белая пешка · e2 белая пешка · f2 белая пешка · g2 белая пешка · h2 белая пешка · a1 белая ладья · b1 белый конь · c1 белый слон · d1 белый ферзь · e1 белый король · f1 белый слон · g1 белый конь · h1 белая ладья | a8 чёрный крест · b8 чёрный крест · c8 чёрный крест · d8 чёрный крест · e8 чёрный крест · f8 чёрный крест · g8 чёрный крест · h8 чёрный крест · a7 чёрный крест · b7 чёрный крест · c7 чёрный крест · d7 чёрный крест · e7 чёрный крест · f7 чёрный крест · g7 чёрный крест · h7 чёрный крест · a6 чёрный крест · b6 чёрный крест · c6 чёрный крест · d6 чёрный крест · e6 чёрный крест · f6 чёрный крест · g6 чёрный крест · h6 чёрный крест · a5 чёрный крест · b5 чёрный крест · c5 чёрный крест · d5 чёрный крест · e5 чёрный крест · f5 чёрный крест · g5 чёрный крест · h5 чёрный крест · a2 белая пешка · b2 белая пешка · c2 белая пешка · d2 белая пешка · e2 белая пешка · f2 белая пешка · g2 белая пешка · h2 белая пешка · a1 белая ладья · b1 белый конь · c1 белый слон · d1 белый ферзь · e1 белый король · f1 белый слон · g1 белый конь · h1 белая ладья | a8 чёрный крест · b8 чёрный крест · c8 чёрный крест · d8 чёрный крест · e8 чёрный крест · f8 чёрный крест · g8 чёрный крест · h8 чёрный крест · a7 чёрный крест · b7 чёрный крест · c7 чёрный крест · d7 чёрный крест · e7 чёрный крест · f7 чёрный крест · g7 чёрный крест · h7 чёрный крест · a6 чёрный крест · b6 чёрный крест · c6 чёрный крест · d6 чёрный крест · e6 чёрный крест · f6 чёрный крест · g6 чёрный крест · h6 чёрный крест · a5 чёрный крест · b5 чёрный крест · c5 чёрный крест · d5 чёрный крест · e5 чёрный крест · f5 чёрный крест · g5 чёрный крест · h5 чёрный крест · a2 белая пешка · b2 белая пешка · c2 белая пешка · d2 белая пешка · e2 белая пешка · f2 белая пешка · g2 белая пешка · h2 белая пешка · a1 белая ладья · b1 белый конь · c1 белый слон · d1 белый ферзь · e1 белый король · f1 белый слон · g1 белый конь · h1 белая ладья | a8 чёрный крест · b8 чёрный крест · c8 чёрный крест · d8 чёрный крест · e8 чёрный крест · f8 чёрный крест · g8 чёрный крест · h8 чёрный крест · a7 чёрный крест · b7 чёрный крест · c7 чёрный крест · d7 чёрный крест · e7 чёрный крест · f7 чёрный крест · g7 чёрный крест · h7 чёрный крест · a6 чёрный крест · b6 чёрный крест · c6 чёрный крест · d6 чёрный крест · e6 чёрный крест · f6 чёрный крест · g6 чёрный крест · h6 чёрный крест · a5 чёрный крест · b5 чёрный крест · c5 чёрный крест · d5 чёрный крест · e5 чёрный крест · f5 чёрный крест · g5 чёрный крест · h5 чёрный крест · a2 белая пешка · b2 белая пешка · c2 белая пешка · d2 белая пешка · e2 белая пешка · f2 белая пешка · g2 белая пешка · h2 белая пешка · a1 белая ладья · b1 белый конь · c1 белый слон · d1 белый ферзь · e1 белый король · f1 белый слон · g1 белый конь · h1 белая ладья | a8 чёрный крест · b8 чёрный крест · c8 чёрный крест · d8 чёрный крест · e8 чёрный крест · f8 чёрный крест · g8 чёрный крест · h8 чёрный крест · a7 чёрный крест · b7 чёрный крест · c7 чёрный крест · d7 чёрный крест · e7 чёрный крест · f7 чёрный крест · g7 чёрный крест · h7 чёрный крест · a6 чёрный крест · b6 чёрный крест · c6 чёрный крест · d6 чёрный крест · e6 чёрный крест · f6 чёрный крест · g6 чёрный крест · h6 чёрный крест · a5 чёрный крест · b5 чёрный крест · c5 чёрный крест · d5 чёрный крест · e5 чёрный крест · f5 чёрный крест · g5 чёрный крест · h5 чёрный крест · a2 белая пешка · b2 белая пешка · c2 белая пешка · d2 белая пешка · e2 белая пешка · f2 белая пешка · g2 белая пешка · h2 белая пешка · a1 белая ладья · b1 белый конь · c1 белый слон · d1 белый ферзь · e1 белый король · f1 белый слон · g1 белый конь · h1 белая ладья | 8 |
| 7 | a8 чёрный крест · b8 чёрный крест · c8 чёрный крест · d8 чёрный крест · e8 чёрный крест · f8 чёрный крест · g8 чёрный крест · h8 чёрный крест · a7 чёрный крест · b7 чёрный крест · c7 чёрный крест · d7 чёрный крест · e7 чёрный крест · f7 чёрный крест · g7 чёрный крест · h7 чёрный крест · a6 чёрный крест · b6 чёрный крест · c6 чёрный крест · d6 чёрный крест · e6 чёрный крест · f6 чёрный крест · g6 чёрный крест · h6 чёрный крест · a5 чёрный крест · b5 чёрный крест · c5 чёрный крест · d5 чёрный крест · e5 чёрный крест · f5 чёрный крест · g5 чёрный крест · h5 чёрный крест · a2 белая пешка · b2 белая пешка · c2 белая пешка · d2 белая пешка · e2 белая пешка · f2 белая пешка · g2 белая пешка · h2 белая пешка · a1 белая ладья · b1 белый конь · c1 белый слон · d1 белый ферзь · e1 белый король · f1 белый слон · g1 белый конь · h1 белая ладья | a8 чёрный крест · b8 чёрный крест · c8 чёрный крест · d8 чёрный крест · e8 чёрный крест · f8 чёрный крест · g8 чёрный крест · h8 чёрный крест · a7 чёрный крест · b7 чёрный крест · c7 чёрный крест · d7 чёрный крест · e7 чёрный крест · f7 чёрный крест · g7 чёрный крест · h7 чёрный крест · a6 чёрный крест · b6 чёрный крест · c6 чёрный крест · d6 чёрный крест · e6 чёрный крест · f6 чёрный крест · g6 чёрный крест · h6 чёрный крест · a5 чёрный крест · b5 чёрный крест · c5 чёрный крест · d5 чёрный крест · e5 чёрный крест · f5 чёрный крест · g5 чёрный крест · h5 чёрный крест · a2 белая пешка · b2 белая пешка · c2 белая пешка · d2 белая пешка · e2 белая пешка · f2 белая пешка · g2 белая пешка · h2 белая пешка · a1 белая ладья · b1 белый конь · c1 белый слон · d1 белый ферзь · e1 белый король · f1 белый слон · g1 белый конь · h1 белая ладья | a8 чёрный крест · b8 чёрный крест · c8 чёрный крест · d8 чёрный крест · e8 чёрный крест · f8 чёрный крест · g8 чёрный крест · h8 чёрный крест · a7 чёрный крест · b7 чёрный крест · c7 чёрный крест · d7 чёрный крест · e7 чёрный крест · f7 чёрный крест · g7 чёрный крест · h7 чёрный крест · a6 чёрный крест · b6 чёрный крест · c6 чёрный крест · d6 чёрный крест · e6 чёрный крест · f6 чёрный крест · g6 чёрный крест · h6 чёрный крест · a5 чёрный крест · b5 чёрный крест · c5 чёрный крест · d5 чёрный крест · e5 чёрный крест · f5 чёрный крест · g5 чёрный крест · h5 чёрный крест · a2 белая пешка · b2 белая пешка · c2 белая пешка · d2 белая пешка · e2 белая пешка · f2 белая пешка · g2 белая пешка · h2 белая пешка · a1 белая ладья · b1 белый конь · c1 белый слон · d1 белый ферзь · e1 белый король · f1 белый слон · g1 белый конь · h1 белая ладья | a8 чёрный крест · b8 чёрный крест · c8 чёрный крест · d8 чёрный крест · e8 чёрный крест · f8 чёрный крест · g8 чёрный крест · h8 чёрный крест · a7 чёрный крест · b7 чёрный крест · c7 чёрный крест · d7 чёрный крест · e7 чёрный крест · f7 чёрный крест · g7 чёрный крест · h7 чёрный крест · a6 чёрный крест · b6 чёрный крест · c6 чёрный крест · d6 чёрный крест · e6 чёрный крест · f6 чёрный крест · g6 чёрный крест · h6 чёрный крест · a5 чёрный крест · b5 чёрный крест · c5 чёрный крест · d5 чёрный крест · e5 чёрный крест · f5 чёрный крест · g5 чёрный крест · h5 чёрный крест · a2 белая пешка · b2 белая пешка · c2 белая пешка · d2 белая пешка · e2 белая пешка · f2 белая пешка · g2 белая пешка · h2 белая пешка · a1 белая ладья · b1 белый конь · c1 белый слон · d1 белый ферзь · e1 белый король · f1 белый слон · g1 белый конь · h1 белая ладья | a8 чёрный крест · b8 чёрный крест · c8 чёрный крест · d8 чёрный крест · e8 чёрный крест · f8 чёрный крест · g8 чёрный крест · h8 чёрный крест · a7 чёрный крест · b7 чёрный крест · c7 чёрный крест · d7 чёрный крест · e7 чёрный крест · f7 чёрный крест · g7 чёрный крест · h7 чёрный крест · a6 чёрный крест · b6 чёрный крест · c6 чёрный крест · d6 чёрный крест · e6 чёрный крест · f6 чёрный крест · g6 чёрный крест · h6 чёрный крест · a5 чёрный крест · b5 чёрный крест · c5 чёрный крест · d5 чёрный крест · e5 чёрный крест · f5 чёрный крест · g5 чёрный крест · h5 чёрный крест · a2 белая пешка · b2 белая пешка · c2 белая пешка · d2 белая пешка · e2 белая пешка · f2 белая пешка · g2 белая пешка · h2 белая пешка · a1 белая ладья · b1 белый конь · c1 белый слон · d1 белый ферзь · e1 белый король · f1 белый слон · g1 белый конь · h1 белая ладья | a8 чёрный крест · b8 чёрный крест · c8 чёрный крест · d8 чёрный крест · e8 чёрный крест · f8 чёрный крест · g8 чёрный крест · h8 чёрный крест · a7 чёрный крест · b7 чёрный крест · c7 чёрный крест · d7 чёрный крест · e7 чёрный крест · f7 чёрный крест · g7 чёрный крест · h7 чёрный крест · a6 чёрный крест · b6 чёрный крест · c6 чёрный крест · d6 чёрный крест · e6 чёрный крест · f6 чёрный крест · g6 чёрный крест · h6 чёрный крест · a5 чёрный крест · b5 чёрный крест · c5 чёрный крест · d5 чёрный крест · e5 чёрный крест · f5 чёрный крест · g5 чёрный крест · h5 чёрный крест · a2 белая пешка · b2 белая пешка · c2 белая пешка · d2 белая пешка · e2 белая пешка · f2 белая пешка · g2 белая пешка · h2 белая пешка · a1 белая ладья · b1 белый конь · c1 белый слон · d1 белый ферзь · e1 белый король · f1 белый слон · g1 белый конь · h1 белая ладья | a8 чёрный крест · b8 чёрный крест · c8 чёрный крест · d8 чёрный крест · e8 чёрный крест · f8 чёрный крест · g8 чёрный крест · h8 чёрный крест · a7 чёрный крест · b7 чёрный крест · c7 чёрный крест · d7 чёрный крест · e7 чёрный крест · f7 чёрный крест · g7 чёрный крест · h7 чёрный крест · a6 чёрный крест · b6 чёрный крест · c6 чёрный крест · d6 чёрный крест · e6 чёрный крест · f6 чёрный крест · g6 чёрный крест · h6 чёрный крест · a5 чёрный крест · b5 чёрный крест · c5 чёрный крест · d5 чёрный крест · e5 чёрный крест · f5 чёрный крест · g5 чёрный крест · h5 чёрный крест · a2 белая пешка · b2 белая пешка · c2 белая пешка · d2 белая пешка · e2 белая пешка · f2 белая пешка · g2 белая пешка · h2 белая пешка · a1 белая ладья · b1 белый конь · c1 белый слон · d1 белый ферзь · e1 белый король · f1 белый слон · g1 белый конь · h1 белая ладья | a8 чёрный крест · b8 чёрный крест · c8 чёрный крест · d8 чёрный крест · e8 чёрный крест · f8 чёрный крест · g8 чёрный крест · h8 чёрный крест · a7 чёрный крест · b7 чёрный крест · c7 чёрный крест · d7 чёрный крест · e7 чёрный крест · f7 чёрный крест · g7 чёрный крест · h7 чёрный крест · a6 чёрный крест · b6 чёрный крест · c6 чёрный крест · d6 чёрный крест · e6 чёрный крест · f6 чёрный крест · g6 чёрный крест · h6 чёрный крест · a5 чёрный крест · b5 чёрный крест · c5 чёрный крест · d5 чёрный крест · e5 чёрный крест · f5 чёрный крест · g5 чёрный крест · h5 чёрный крест · a2 белая пешка · b2 белая пешка · c2 белая пешка · d2 белая пешка · e2 белая пешка · f2 белая пешка · g2 белая пешка · h2 белая пешка · a1 белая ладья · b1 белый конь · c1 белый слон · d1 белый ферзь · e1 белый король · f1 белый слон · g1 белый конь · h1 белая ладья | 7 |
| 6 | a8 чёрный крест · b8 чёрный крест · c8 чёрный крест · d8 чёрный крест · e8 чёрный крест · f8 чёрный крест · g8 чёрный крест · h8 чёрный крест · a7 чёрный крест · b7 чёрный крест · c7 чёрный крест · d7 чёрный крест · e7 чёрный крест · f7 чёрный крест · g7 чёрный крест · h7 чёрный крест · a6 чёрный крест · b6 чёрный крест · c6 чёрный крест · d6 чёрный крест · e6 чёрный крест · f6 чёрный крест · g6 чёрный крест · h6 чёрный крест · a5 чёрный крест · b5 чёрный крест · c5 чёрный крест · d5 чёрный крест · e5 чёрный крест · f5 чёрный крест · g5 чёрный крест · h5 чёрный крест · a2 белая пешка · b2 белая пешка · c2 белая пешка · d2 белая пешка · e2 белая пешка · f2 белая пешка · g2 белая пешка · h2 белая пешка · a1 белая ладья · b1 белый конь · c1 белый слон · d1 белый ферзь · e1 белый король · f1 белый слон · g1 белый конь · h1 белая ладья | a8 чёрный крест · b8 чёрный крест · c8 чёрный крест · d8 чёрный крест · e8 чёрный крест · f8 чёрный крест · g8 чёрный крест · h8 чёрный крест · a7 чёрный крест · b7 чёрный крест · c7 чёрный крест · d7 чёрный крест · e7 чёрный крест · f7 чёрный крест · g7 чёрный крест · h7 чёрный крест · a6 чёрный крест · b6 чёрный крест · c6 чёрный крест · d6 чёрный крест · e6 чёрный крест · f6 чёрный крест · g6 чёрный крест · h6 чёрный крест · a5 чёрный крест · b5 чёрный крест · c5 чёрный крест · d5 чёрный крест · e5 чёрный крест · f5 чёрный крест · g5 чёрный крест · h5 чёрный крест · a2 белая пешка · b2 белая пешка · c2 белая пешка · d2 белая пешка · e2 белая пешка · f2 белая пешка · g2 белая пешка · h2 белая пешка · a1 белая ладья · b1 белый конь · c1 белый слон · d1 белый ферзь · e1 белый король · f1 белый слон · g1 белый конь · h1 белая ладья | a8 чёрный крест · b8 чёрный крест · c8 чёрный крест · d8 чёрный крест · e8 чёрный крест · f8 чёрный крест · g8 чёрный крест · h8 чёрный крест · a7 чёрный крест · b7 чёрный крест · c7 чёрный крест · d7 чёрный крест · e7 чёрный крест · f7 чёрный крест · g7 чёрный крест · h7 чёрный крест · a6 чёрный крест · b6 чёрный крест · c6 чёрный крест · d6 чёрный крест · e6 чёрный крест · f6 чёрный крест · g6 чёрный крест · h6 чёрный крест · a5 чёрный крест · b5 чёрный крест · c5 чёрный крест · d5 чёрный крест · e5 чёрный крест · f5 чёрный крест · g5 чёрный крест · h5 чёрный крест · a2 белая пешка · b2 белая пешка · c2 белая пешка · d2 белая пешка · e2 белая пешка · f2 белая пешка · g2 белая пешка · h2 белая пешка · a1 белая ладья · b1 белый конь · c1 белый слон · d1 белый ферзь · e1 белый король · f1 белый слон · g1 белый конь · h1 белая ладья | a8 чёрный крест · b8 чёрный крест · c8 чёрный крест · d8 чёрный крест · e8 чёрный крест · f8 чёрный крест · g8 чёрный крест · h8 чёрный крест · a7 чёрный крест · b7 чёрный крест · c7 чёрный крест · d7 чёрный крест · e7 чёрный крест · f7 чёрный крест · g7 чёрный крест · h7 чёрный крест · a6 чёрный крест · b6 чёрный крест · c6 чёрный крест · d6 чёрный крест · e6 чёрный крест · f6 чёрный крест · g6 чёрный крест · h6 чёрный крест · a5 чёрный крест · b5 чёрный крест · c5 чёрный крест · d5 чёрный крест · e5 чёрный крест · f5 чёрный крест · g5 чёрный крест · h5 чёрный крест · a2 белая пешка · b2 белая пешка · c2 белая пешка · d2 белая пешка · e2 белая пешка · f2 белая пешка · g2 белая пешка · h2 белая пешка · a1 белая ладья · b1 белый конь · c1 белый слон · d1 белый ферзь · e1 белый король · f1 белый слон · g1 белый конь · h1 белая ладья | a8 чёрный крест · b8 чёрный крест · c8 чёрный крест · d8 чёрный крест · e8 чёрный крест · f8 чёрный крест · g8 чёрный крест · h8 чёрный крест · a7 чёрный крест · b7 чёрный крест · c7 чёрный крест · d7 чёрный крест · e7 чёрный крест · f7 чёрный крест · g7 чёрный крест · h7 чёрный крест · a6 чёрный крест · b6 чёрный крест · c6 чёрный крест · d6 чёрный крест · e6 чёрный крест · f6 чёрный крест · g6 чёрный крест · h6 чёрный крест · a5 чёрный крест · b5 чёрный крест · c5 чёрный крест · d5 чёрный крест · e5 чёрный крест · f5 чёрный крест · g5 чёрный крест · h5 чёрный крест · a2 белая пешка · b2 белая пешка · c2 белая пешка · d2 белая пешка · e2 белая пешка · f2 белая пешка · g2 белая пешка · h2 белая пешка · a1 белая ладья · b1 белый конь · c1 белый слон · d1 белый ферзь · e1 белый король · f1 белый слон · g1 белый конь · h1 белая ладья | a8 чёрный крест · b8 чёрный крест · c8 чёрный крест · d8 чёрный крест · e8 чёрный крест · f8 чёрный крест · g8 чёрный крест · h8 чёрный крест · a7 чёрный крест · b7 чёрный крест · c7 чёрный крест · d7 чёрный крест · e7 чёрный крест · f7 чёрный крест · g7 чёрный крест · h7 чёрный крест · a6 чёрный крест · b6 чёрный крест · c6 чёрный крест · d6 чёрный крест · e6 чёрный крест · f6 чёрный крест · g6 чёрный крест · h6 чёрный крест · a5 чёрный крест · b5 чёрный крест · c5 чёрный крест · d5 чёрный крест · e5 чёрный крест · f5 чёрный крест · g5 чёрный крест · h5 чёрный крест · a2 белая пешка · b2 белая пешка · c2 белая пешка · d2 белая пешка · e2 белая пешка · f2 белая пешка · g2 белая пешка · h2 белая пешка · a1 белая ладья · b1 белый конь · c1 белый слон · d1 белый ферзь · e1 белый король · f1 белый слон · g1 белый конь · h1 белая ладья | a8 чёрный крест · b8 чёрный крест · c8 чёрный крест · d8 чёрный крест · e8 чёрный крест · f8 чёрный крест · g8 чёрный крест · h8 чёрный крест · a7 чёрный крест · b7 чёрный крест · c7 чёрный крест · d7 чёрный крест · e7 чёрный крест · f7 чёрный крест · g7 чёрный крест · h7 чёрный крест · a6 чёрный крест · b6 чёрный крест · c6 чёрный крест · d6 чёрный крест · e6 чёрный крест · f6 чёрный крест · g6 чёрный крест · h6 чёрный крест · a5 чёрный крест · b5 чёрный крест · c5 чёрный крест · d5 чёрный крест · e5 чёрный крест · f5 чёрный крест · g5 чёрный крест · h5 чёрный крест · a2 белая пешка · b2 белая пешка · c2 белая пешка · d2 белая пешка · e2 белая пешка · f2 белая пешка · g2 белая пешка · h2 белая пешка · a1 белая ладья · b1 белый конь · c1 белый слон · d1 белый ферзь · e1 белый король · f1 белый слон · g1 белый конь · h1 белая ладья | a8 чёрный крест · b8 чёрный крест · c8 чёрный крест · d8 чёрный крест · e8 чёрный крест · f8 чёрный крест · g8 чёрный крест · h8 чёрный крест · a7 чёрный крест · b7 чёрный крест · c7 чёрный крест · d7 чёрный крест · e7 чёрный крест · f7 чёрный крест · g7 чёрный крест · h7 чёрный крест · a6 чёрный крест · b6 чёрный крест · c6 чёрный крест · d6 чёрный крест · e6 чёрный крест · f6 чёрный крест · g6 чёрный крест · h6 чёрный крест · a5 чёрный крест · b5 чёрный крест · c5 чёрный крест · d5 чёрный крест · e5 чёрный крест · f5 чёрный крест · g5 чёрный крест · h5 чёрный крест · a2 белая пешка · b2 белая пешка · c2 белая пешка · d2 белая пешка · e2 белая пешка · f2 белая пешка · g2 белая пешка · h2 белая пешка · a1 белая ладья · b1 белый конь · c1 белый слон · d1 белый ферзь · e1 белый король · f1 белый слон · g1 белый конь · h1 белая ладья | 6 |
| 5 | a8 чёрный крест · b8 чёрный крест · c8 чёрный крест · d8 чёрный крест · e8 чёрный крест · f8 чёрный крест · g8 чёрный крест · h8 чёрный крест · a7 чёрный крест · b7 чёрный крест · c7 чёрный крест · d7 чёрный крест · e7 чёрный крест · f7 чёрный крест · g7 чёрный крест · h7 чёрный крест · a6 чёрный крест · b6 чёрный крест · c6 чёрный крест · d6 чёрный крест · e6 чёрный крест · f6 чёрный крест · g6 чёрный крест · h6 чёрный крест · a5 чёрный крест · b5 чёрный крест · c5 чёрный крест · d5 чёрный крест · e5 чёрный крест · f5 чёрный крест · g5 чёрный крест · h5 чёрный крест · a2 белая пешка · b2 белая пешка · c2 белая пешка · d2 белая пешка · e2 белая пешка · f2 белая пешка · g2 белая пешка · h2 белая пешка · a1 белая ладья · b1 белый конь · c1 белый слон · d1 белый ферзь · e1 белый король · f1 белый слон · g1 белый конь · h1 белая ладья | a8 чёрный крест · b8 чёрный крест · c8 чёрный крест · d8 чёрный крест · e8 чёрный крест · f8 чёрный крест · g8 чёрный крест · h8 чёрный крест · a7 чёрный крест · b7 чёрный крест · c7 чёрный крест · d7 чёрный крест · e7 чёрный крест · f7 чёрный крест · g7 чёрный крест · h7 чёрный крест · a6 чёрный крест · b6 чёрный крест · c6 чёрный крест · d6 чёрный крест · e6 чёрный крест · f6 чёрный крест · g6 чёрный крест · h6 чёрный крест · a5 чёрный крест · b5 чёрный крест · c5 чёрный крест · d5 чёрный крест · e5 чёрный крест · f5 чёрный крест · g5 чёрный крест · h5 чёрный крест · a2 белая пешка · b2 белая пешка · c2 белая пешка · d2 белая пешка · e2 белая пешка · f2 белая пешка · g2 белая пешка · h2 белая пешка · a1 белая ладья · b1 белый конь · c1 белый слон · d1 белый ферзь · e1 белый король · f1 белый слон · g1 белый конь · h1 белая ладья | a8 чёрный крест · b8 чёрный крест · c8 чёрный крест · d8 чёрный крест · e8 чёрный крест · f8 чёрный крест · g8 чёрный крест · h8 чёрный крест · a7 чёрный крест · b7 чёрный крест · c7 чёрный крест · d7 чёрный крест · e7 чёрный крест · f7 чёрный крест · g7 чёрный крест · h7 чёрный крест · a6 чёрный крест · b6 чёрный крест · c6 чёрный крест · d6 чёрный крест · e6 чёрный крест · f6 чёрный крест · g6 чёрный крест · h6 чёрный крест · a5 чёрный крест · b5 чёрный крест · c5 чёрный крест · d5 чёрный крест · e5 чёрный крест · f5 чёрный крест · g5 чёрный крест · h5 чёрный крест · a2 белая пешка · b2 белая пешка · c2 белая пешка · d2 белая пешка · e2 белая пешка · f2 белая пешка · g2 белая пешка · h2 белая пешка · a1 белая ладья · b1 белый конь · c1 белый слон · d1 белый ферзь · e1 белый король · f1 белый слон · g1 белый конь · h1 белая ладья | a8 чёрный крест · b8 чёрный крест · c8 чёрный крест · d8 чёрный крест · e8 чёрный крест · f8 чёрный крест · g8 чёрный крест · h8 чёрный крест · a7 чёрный крест · b7 чёрный крест · c7 чёрный крест · d7 чёрный крест · e7 чёрный крест · f7 чёрный крест · g7 чёрный крест · h7 чёрный крест · a6 чёрный крест · b6 чёрный крест · c6 чёрный крест · d6 чёрный крест · e6 чёрный крест · f6 чёрный крест · g6 чёрный крест · h6 чёрный крест · a5 чёрный крест · b5 чёрный крест · c5 чёрный крест · d5 чёрный крест · e5 чёрный крест · f5 чёрный крест · g5 чёрный крест · h5 чёрный крест · a2 белая пешка · b2 белая пешка · c2 белая пешка · d2 белая пешка · e2 белая пешка · f2 белая пешка · g2 белая пешка · h2 белая пешка · a1 белая ладья · b1 белый конь · c1 белый слон · d1 белый ферзь · e1 белый король · f1 белый слон · g1 белый конь · h1 белая ладья | a8 чёрный крест · b8 чёрный крест · c8 чёрный крест · d8 чёрный крест · e8 чёрный крест · f8 чёрный крест · g8 чёрный крест · h8 чёрный крест · a7 чёрный крест · b7 чёрный крест · c7 чёрный крест · d7 чёрный крест · e7 чёрный крест · f7 чёрный крест · g7 чёрный крест · h7 чёрный крест · a6 чёрный крест · b6 чёрный крест · c6 чёрный крест · d6 чёрный крест · e6 чёрный крест · f6 чёрный крест · g6 чёрный крест · h6 чёрный крест · a5 чёрный крест · b5 чёрный крест · c5 чёрный крест · d5 чёрный крест · e5 чёрный крест · f5 чёрный крест · g5 чёрный крест · h5 чёрный крест · a2 белая пешка · b2 белая пешка · c2 белая пешка · d2 белая пешка · e2 белая пешка · f2 белая пешка · g2 белая пешка · h2 белая пешка · a1 белая ладья · b1 белый конь · c1 белый слон · d1 белый ферзь · e1 белый король · f1 белый слон · g1 белый конь · h1 белая ладья | a8 чёрный крест · b8 чёрный крест · c8 чёрный крест · d8 чёрный крест · e8 чёрный крест · f8 чёрный крест · g8 чёрный крест · h8 чёрный крест · a7 чёрный крест · b7 чёрный крест · c7 чёрный крест · d7 чёрный крест · e7 чёрный крест · f7 чёрный крест · g7 чёрный крест · h7 чёрный крест · a6 чёрный крест · b6 чёрный крест · c6 чёрный крест · d6 чёрный крест · e6 чёрный крест · f6 чёрный крест · g6 чёрный крест · h6 чёрный крест · a5 чёрный крест · b5 чёрный крест · c5 чёрный крест · d5 чёрный крест · e5 чёрный крест · f5 чёрный крест · g5 чёрный крест · h5 чёрный крест · a2 белая пешка · b2 белая пешка · c2 белая пешка · d2 белая пешка · e2 белая пешка · f2 белая пешка · g2 белая пешка · h2 белая пешка · a1 белая ладья · b1 белый конь · c1 белый слон · d1 белый ферзь · e1 белый король · f1 белый слон · g1 белый конь · h1 белая ладья | a8 чёрный крест · b8 чёрный крест · c8 чёрный крест · d8 чёрный крест · e8 чёрный крест · f8 чёрный крест · g8 чёрный крест · h8 чёрный крест · a7 чёрный крест · b7 чёрный крест · c7 чёрный крест · d7 чёрный крест · e7 чёрный крест · f7 чёрный крест · g7 чёрный крест · h7 чёрный крест · a6 чёрный крест · b6 чёрный крест · c6 чёрный крест · d6 чёрный крест · e6 чёрный крест · f6 чёрный крест · g6 чёрный крест · h6 чёрный крест · a5 чёрный крест · b5 чёрный крест · c5 чёрный крест · d5 чёрный крест · e5 чёрный крест · f5 чёрный крест · g5 чёрный крест · h5 чёрный крест · a2 белая пешка · b2 белая пешка · c2 белая пешка · d2 белая пешка · e2 белая пешка · f2 белая пешка · g2 белая пешка · h2 белая пешка · a1 белая ладья · b1 белый конь · c1 белый слон · d1 белый ферзь · e1 белый король · f1 белый слон · g1 белый конь · h1 белая ладья | a8 чёрный крест · b8 чёрный крест · c8 чёрный крест · d8 чёрный крест · e8 чёрный крест · f8 чёрный крест · g8 чёрный крест · h8 чёрный крест · a7 чёрный крест · b7 чёрный крест · c7 чёрный крест · d7 чёрный крест · e7 чёрный крест · f7 чёрный крест · g7 чёрный крест · h7 чёрный крест · a6 чёрный крест · b6 чёрный крест · c6 чёрный крест · d6 чёрный крест · e6 чёрный крест · f6 чёрный крест · g6 чёрный крест · h6 чёрный крест · a5 чёрный крест · b5 чёрный крест · c5 чёрный крест · d5 чёрный крест · e5 чёрный крест · f5 чёрный крест · g5 чёрный крест · h5 чёрный крест · a2 белая пешка · b2 белая пешка · c2 белая пешка · d2 белая пешка · e2 белая пешка · f2 белая пешка · g2 белая пешка · h2 белая пешка · a1 белая ладья · b1 белый конь · c1 белый слон · d1 белый ферзь · e1 белый король · f1 белый слон · g1 белый конь · h1 белая ладья | 5 |
| 4 | a8 чёрный крест · b8 чёрный крест · c8 чёрный крест · d8 чёрный крест · e8 чёрный крест · f8 чёрный крест · g8 чёрный крест · h8 чёрный крест · a7 чёрный крест · b7 чёрный крест · c7 чёрный крест · d7 чёрный крест · e7 чёрный крест · f7 чёрный крест · g7 чёрный крест · h7 чёрный крест · a6 чёрный крест · b6 чёрный крест · c6 чёрный крест · d6 чёрный крест · e6 чёрный крест · f6 чёрный крест · g6 чёрный крест · h6 чёрный крест · a5 чёрный крест · b5 чёрный крест · c5 чёрный крест · d5 чёрный крест · e5 чёрный крест · f5 чёрный крест · g5 чёрный крест · h5 чёрный крест · a2 белая пешка · b2 белая пешка · c2 белая пешка · d2 белая пешка · e2 белая пешка · f2 белая пешка · g2 белая пешка · h2 белая пешка · a1 белая ладья · b1 белый конь · c1 белый слон · d1 белый ферзь · e1 белый король · f1 белый слон · g1 белый конь · h1 белая ладья | a8 чёрный крест · b8 чёрный крест · c8 чёрный крест · d8 чёрный крест · e8 чёрный крест · f8 чёрный крест · g8 чёрный крест · h8 чёрный крест · a7 чёрный крест · b7 чёрный крест · c7 чёрный крест · d7 чёрный крест · e7 чёрный крест · f7 чёрный крест · g7 чёрный крест · h7 чёрный крест · a6 чёрный крест · b6 чёрный крест · c6 чёрный крест · d6 чёрный крест · e6 чёрный крест · f6 чёрный крест · g6 чёрный крест · h6 чёрный крест · a5 чёрный крест · b5 чёрный крест · c5 чёрный крест · d5 чёрный крест · e5 чёрный крест · f5 чёрный крест · g5 чёрный крест · h5 чёрный крест · a2 белая пешка · b2 белая пешка · c2 белая пешка · d2 белая пешка · e2 белая пешка · f2 белая пешка · g2 белая пешка · h2 белая пешка · a1 белая ладья · b1 белый конь · c1 белый слон · d1 белый ферзь · e1 белый король · f1 белый слон · g1 белый конь · h1 белая ладья | a8 чёрный крест · b8 чёрный крест · c8 чёрный крест · d8 чёрный крест · e8 чёрный крест · f8 чёрный крест · g8 чёрный крест · h8 чёрный крест · a7 чёрный крест · b7 чёрный крест · c7 чёрный крест · d7 чёрный крест · e7 чёрный крест · f7 чёрный крест · g7 чёрный крест · h7 чёрный крест · a6 чёрный крест · b6 чёрный крест · c6 чёрный крест · d6 чёрный крест · e6 чёрный крест · f6 чёрный крест · g6 чёрный крест · h6 чёрный крест · a5 чёрный крест · b5 чёрный крест · c5 чёрный крест · d5 чёрный крест · e5 чёрный крест · f5 чёрный крест · g5 чёрный крест · h5 чёрный крест · a2 белая пешка · b2 белая пешка · c2 белая пешка · d2 белая пешка · e2 белая пешка · f2 белая пешка · g2 белая пешка · h2 белая пешка · a1 белая ладья · b1 белый конь · c1 белый слон · d1 белый ферзь · e1 белый король · f1 белый слон · g1 белый конь · h1 белая ладья | a8 чёрный крест · b8 чёрный крест · c8 чёрный крест · d8 чёрный крест · e8 чёрный крест · f8 чёрный крест · g8 чёрный крест · h8 чёрный крест · a7 чёрный крест · b7 чёрный крест · c7 чёрный крест · d7 чёрный крест · e7 чёрный крест · f7 чёрный крест · g7 чёрный крест · h7 чёрный крест · a6 чёрный крест · b6 чёрный крест · c6 чёрный крест · d6 чёрный крест · e6 чёрный крест · f6 чёрный крест · g6 чёрный крест · h6 чёрный крест · a5 чёрный крест · b5 чёрный крест · c5 чёрный крест · d5 чёрный крест · e5 чёрный крест · f5 чёрный крест · g5 чёрный крест · h5 чёрный крест · a2 белая пешка · b2 белая пешка · c2 белая пешка · d2 белая пешка · e2 белая пешка · f2 белая пешка · g2 белая пешка · h2 белая пешка · a1 белая ладья · b1 белый конь · c1 белый слон · d1 белый ферзь · e1 белый король · f1 белый слон · g1 белый конь · h1 белая ладья | a8 чёрный крест · b8 чёрный крест · c8 чёрный крест · d8 чёрный крест · e8 чёрный крест · f8 чёрный крест · g8 чёрный крест · h8 чёрный крест · a7 чёрный крест · b7 чёрный крест · c7 чёрный крест · d7 чёрный крест · e7 чёрный крест · f7 чёрный крест · g7 чёрный крест · h7 чёрный крест · a6 чёрный крест · b6 чёрный крест · c6 чёрный крест · d6 чёрный крест · e6 чёрный крест · f6 чёрный крест · g6 чёрный крест · h6 чёрный крест · a5 чёрный крест · b5 чёрный крест · c5 чёрный крест · d5 чёрный крест · e5 чёрный крест · f5 чёрный крест · g5 чёрный крест · h5 чёрный крест · a2 белая пешка · b2 белая пешка · c2 белая пешка · d2 белая пешка · e2 белая пешка · f2 белая пешка · g2 белая пешка · h2 белая пешка · a1 белая ладья · b1 белый конь · c1 белый слон · d1 белый ферзь · e1 белый король · f1 белый слон · g1 белый конь · h1 белая ладья | a8 чёрный крест · b8 чёрный крест · c8 чёрный крест · d8 чёрный крест · e8 чёрный крест · f8 чёрный крест · g8 чёрный крест · h8 чёрный крест · a7 чёрный крест · b7 чёрный крест · c7 чёрный крест · d7 чёрный крест · e7 чёрный крест · f7 чёрный крест · g7 чёрный крест · h7 чёрный крест · a6 чёрный крест · b6 чёрный крест · c6 чёрный крест · d6 чёрный крест · e6 чёрный крест · f6 чёрный крест · g6 чёрный крест · h6 чёрный крест · a5 чёрный крест · b5 чёрный крест · c5 чёрный крест · d5 чёрный крест · e5 чёрный крест · f5 чёрный крест · g5 чёрный крест · h5 чёрный крест · a2 белая пешка · b2 белая пешка · c2 белая пешка · d2 белая пешка · e2 белая пешка · f2 белая пешка · g2 белая пешка · h2 белая пешка · a1 белая ладья · b1 белый конь · c1 белый слон · d1 белый ферзь · e1 белый король · f1 белый слон · g1 белый конь · h1 белая ладья | a8 чёрный крест · b8 чёрный крест · c8 чёрный крест · d8 чёрный крест · e8 чёрный крест · f8 чёрный крест · g8 чёрный крест · h8 чёрный крест · a7 чёрный крест · b7 чёрный крест · c7 чёрный крест · d7 чёрный крест · e7 чёрный крест · f7 чёрный крест · g7 чёрный крест · h7 чёрный крест · a6 чёрный крест · b6 чёрный крест · c6 чёрный крест · d6 чёрный крест · e6 чёрный крест · f6 чёрный крест · g6 чёрный крест · h6 чёрный крест · a5 чёрный крест · b5 чёрный крест · c5 чёрный крест · d5 чёрный крест · e5 чёрный крест · f5 чёрный крест · g5 чёрный крест · h5 чёрный крест · a2 белая пешка · b2 белая пешка · c2 белая пешка · d2 белая пешка · e2 белая пешка · f2 белая пешка · g2 белая пешка · h2 белая пешка · a1 белая ладья · b1 белый конь · c1 белый слон · d1 белый ферзь · e1 белый король · f1 белый слон · g1 белый конь · h1 белая ладья | a8 чёрный крест · b8 чёрный крест · c8 чёрный крест · d8 чёрный крест · e8 чёрный крест · f8 чёрный крест · g8 чёрный крест · h8 чёрный крест · a7 чёрный крест · b7 чёрный крест · c7 чёрный крест · d7 чёрный крест · e7 чёрный крест · f7 чёрный крест · g7 чёрный крест · h7 чёрный крест · a6 чёрный крест · b6 чёрный крест · c6 чёрный крест · d6 чёрный крест · e6 чёрный крест · f6 чёрный крест · g6 чёрный крест · h6 чёрный крест · a5 чёрный крест · b5 чёрный крест · c5 чёрный крест · d5 чёрный крест · e5 чёрный крест · f5 чёрный крест · g5 чёрный крест · h5 чёрный крест · a2 белая пешка · b2 белая пешка · c2 белая пешка · d2 белая пешка · e2 белая пешка · f2 белая пешка · g2 белая пешка · h2 белая пешка · a1 белая ладья · b1 белый конь · c1 белый слон · d1 белый ферзь · e1 белый король · f1 белый слон · g1 белый конь · h1 белая ладья | 4 |
| 3 | a8 чёрный крест · b8 чёрный крест · c8 чёрный крест · d8 чёрный крест · e8 чёрный крест · f8 чёрный крест · g8 чёрный крест · h8 чёрный крест · a7 чёрный крест · b7 чёрный крест · c7 чёрный крест · d7 чёрный крест · e7 чёрный крест · f7 чёрный крест · g7 чёрный крест · h7 чёрный крест · a6 чёрный крест · b6 чёрный крест · c6 чёрный крест · d6 чёрный крест · e6 чёрный крест · f6 чёрный крест · g6 чёрный крест · h6 чёрный крест · a5 чёрный крест · b5 чёрный крест · c5 чёрный крест · d5 чёрный крест · e5 чёрный крест · f5 чёрный крест · g5 чёрный крест · h5 чёрный крест · a2 белая пешка · b2 белая пешка · c2 белая пешка · d2 белая пешка · e2 белая пешка · f2 белая пешка · g2 белая пешка · h2 белая пешка · a1 белая ладья · b1 белый конь · c1 белый слон · d1 белый ферзь · e1 белый король · f1 белый слон · g1 белый конь · h1 белая ладья | a8 чёрный крест · b8 чёрный крест · c8 чёрный крест · d8 чёрный крест · e8 чёрный крест · f8 чёрный крест · g8 чёрный крест · h8 чёрный крест · a7 чёрный крест · b7 чёрный крест · c7 чёрный крест · d7 чёрный крест · e7 чёрный крест · f7 чёрный крест · g7 чёрный крест · h7 чёрный крест · a6 чёрный крест · b6 чёрный крест · c6 чёрный крест · d6 чёрный крест · e6 чёрный крест · f6 чёрный крест · g6 чёрный крест · h6 чёрный крест · a5 чёрный крест · b5 чёрный крест · c5 чёрный крест · d5 чёрный крест · e5 чёрный крест · f5 чёрный крест · g5 чёрный крест · h5 чёрный крест · a2 белая пешка · b2 белая пешка · c2 белая пешка · d2 белая пешка · e2 белая пешка · f2 белая пешка · g2 белая пешка · h2 белая пешка · a1 белая ладья · b1 белый конь · c1 белый слон · d1 белый ферзь · e1 белый король · f1 белый слон · g1 белый конь · h1 белая ладья | a8 чёрный крест · b8 чёрный крест · c8 чёрный крест · d8 чёрный крест · e8 чёрный крест · f8 чёрный крест · g8 чёрный крест · h8 чёрный крест · a7 чёрный крест · b7 чёрный крест · c7 чёрный крест · d7 чёрный крест · e7 чёрный крест · f7 чёрный крест · g7 чёрный крест · h7 чёрный крест · a6 чёрный крест · b6 чёрный крест · c6 чёрный крест · d6 чёрный крест · e6 чёрный крест · f6 чёрный крест · g6 чёрный крест · h6 чёрный крест · a5 чёрный крест · b5 чёрный крест · c5 чёрный крест · d5 чёрный крест · e5 чёрный крест · f5 чёрный крест · g5 чёрный крест · h5 чёрный крест · a2 белая пешка · b2 белая пешка · c2 белая пешка · d2 белая пешка · e2 белая пешка · f2 белая пешка · g2 белая пешка · h2 белая пешка · a1 белая ладья · b1 белый конь · c1 белый слон · d1 белый ферзь · e1 белый король · f1 белый слон · g1 белый конь · h1 белая ладья | a8 чёрный крест · b8 чёрный крест · c8 чёрный крест · d8 чёрный крест · e8 чёрный крест · f8 чёрный крест · g8 чёрный крест · h8 чёрный крест · a7 чёрный крест · b7 чёрный крест · c7 чёрный крест · d7 чёрный крест · e7 чёрный крест · f7 чёрный крест · g7 чёрный крест · h7 чёрный крест · a6 чёрный крест · b6 чёрный крест · c6 чёрный крест · d6 чёрный крест · e6 чёрный крест · f6 чёрный крест · g6 чёрный крест · h6 чёрный крест · a5 чёрный крест · b5 чёрный крест · c5 чёрный крест · d5 чёрный крест · e5 чёрный крест · f5 чёрный крест · g5 чёрный крест · h5 чёрный крест · a2 белая пешка · b2 белая пешка · c2 белая пешка · d2 белая пешка · e2 белая пешка · f2 белая пешка · g2 белая пешка · h2 белая пешка · a1 белая ладья · b1 белый конь · c1 белый слон · d1 белый ферзь · e1 белый король · f1 белый слон · g1 белый конь · h1 белая ладья | a8 чёрный крест · b8 чёрный крест · c8 чёрный крест · d8 чёрный крест · e8 чёрный крест · f8 чёрный крест · g8 чёрный крест · h8 чёрный крест · a7 чёрный крест · b7 чёрный крест · c7 чёрный крест · d7 чёрный крест · e7 чёрный крест · f7 чёрный крест · g7 чёрный крест · h7 чёрный крест · a6 чёрный крест · b6 чёрный крест · c6 чёрный крест · d6 чёрный крест · e6 чёрный крест · f6 чёрный крест · g6 чёрный крест · h6 чёрный крест · a5 чёрный крест · b5 чёрный крест · c5 чёрный крест · d5 чёрный крест · e5 чёрный крест · f5 чёрный крест · g5 чёрный крест · h5 чёрный крест · a2 белая пешка · b2 белая пешка · c2 белая пешка · d2 белая пешка · e2 белая пешка · f2 белая пешка · g2 белая пешка · h2 белая пешка · a1 белая ладья · b1 белый конь · c1 белый слон · d1 белый ферзь · e1 белый король · f1 белый слон · g1 белый конь · h1 белая ладья | a8 чёрный крест · b8 чёрный крест · c8 чёрный крест · d8 чёрный крест · e8 чёрный крест · f8 чёрный крест · g8 чёрный крест · h8 чёрный крест · a7 чёрный крест · b7 чёрный крест · c7 чёрный крест · d7 чёрный крест · e7 чёрный крест · f7 чёрный крест · g7 чёрный крест · h7 чёрный крест · a6 чёрный крест · b6 чёрный крест · c6 чёрный крест · d6 чёрный крест · e6 чёрный крест · f6 чёрный крест · g6 чёрный крест · h6 чёрный крест · a5 чёрный крест · b5 чёрный крест · c5 чёрный крест · d5 чёрный крест · e5 чёрный крест · f5 чёрный крест · g5 чёрный крест · h5 чёрный крест · a2 белая пешка · b2 белая пешка · c2 белая пешка · d2 белая пешка · e2 белая пешка · f2 белая пешка · g2 белая пешка · h2 белая пешка · a1 белая ладья · b1 белый конь · c1 белый слон · d1 белый ферзь · e1 белый король · f1 белый слон · g1 белый конь · h1 белая ладья | a8 чёрный крест · b8 чёрный крест · c8 чёрный крест · d8 чёрный крест · e8 чёрный крест · f8 чёрный крест · g8 чёрный крест · h8 чёрный крест · a7 чёрный крест · b7 чёрный крест · c7 чёрный крест · d7 чёрный крест · e7 чёрный крест · f7 чёрный крест · g7 чёрный крест · h7 чёрный крест · a6 чёрный крест · b6 чёрный крест · c6 чёрный крест · d6 чёрный крест · e6 чёрный крест · f6 чёрный крест · g6 чёрный крест · h6 чёрный крест · a5 чёрный крест · b5 чёрный крест · c5 чёрный крест · d5 чёрный крест · e5 чёрный крест · f5 чёрный крест · g5 чёрный крест · h5 чёрный крест · a2 белая пешка · b2 белая пешка · c2 белая пешка · d2 белая пешка · e2 белая пешка · f2 белая пешка · g2 белая пешка · h2 белая пешка · a1 белая ладья · b1 белый конь · c1 белый слон · d1 белый ферзь · e1 белый король · f1 белый слон · g1 белый конь · h1 белая ладья | a8 чёрный крест · b8 чёрный крест · c8 чёрный крест · d8 чёрный крест · e8 чёрный крест · f8 чёрный крест · g8 чёрный крест · h8 чёрный крест · a7 чёрный крест · b7 чёрный крест · c7 чёрный крест · d7 чёрный крест · e7 чёрный крест · f7 чёрный крест · g7 чёрный крест · h7 чёрный крест · a6 чёрный крест · b6 чёрный крест · c6 чёрный крест · d6 чёрный крест · e6 чёрный крест · f6 чёрный крест · g6 чёрный крест · h6 чёрный крест · a5 чёрный крест · b5 чёрный крест · c5 чёрный крест · d5 чёрный крест · e5 чёрный крест · f5 чёрный крест · g5 чёрный крест · h5 чёрный крест · a2 белая пешка · b2 белая пешка · c2 белая пешка · d2 белая пешка · e2 белая пешка · f2 белая пешка · g2 белая пешка · h2 белая пешка · a1 белая ладья · b1 белый конь · c1 белый слон · d1 белый ферзь · e1 белый король · f1 белый слон · g1 белый конь · h1 белая ладья | 3 |
| 2 | a8 чёрный крест · b8 чёрный крест · c8 чёрный крест · d8 чёрный крест · e8 чёрный крест · f8 чёрный крест · g8 чёрный крест · h8 чёрный крест · a7 чёрный крест · b7 чёрный крест · c7 чёрный крест · d7 чёрный крест · e7 чёрный крест · f7 чёрный крест · g7 чёрный крест · h7 чёрный крест · a6 чёрный крест · b6 чёрный крест · c6 чёрный крест · d6 чёрный крест · e6 чёрный крест · f6 чёрный крест · g6 чёрный крест · h6 чёрный крест · a5 чёрный крест · b5 чёрный крест · c5 чёрный крест · d5 чёрный крест · e5 чёрный крест · f5 чёрный крест · g5 чёрный крест · h5 чёрный крест · a2 белая пешка · b2 белая пешка · c2 белая пешка · d2 белая пешка · e2 белая пешка · f2 белая пешка · g2 белая пешка · h2 белая пешка · a1 белая ладья · b1 белый конь · c1 белый слон · d1 белый ферзь · e1 белый король · f1 белый слон · g1 белый конь · h1 белая ладья | a8 чёрный крест · b8 чёрный крест · c8 чёрный крест · d8 чёрный крест · e8 чёрный крест · f8 чёрный крест · g8 чёрный крест · h8 чёрный крест · a7 чёрный крест · b7 чёрный крест · c7 чёрный крест · d7 чёрный крест · e7 чёрный крест · f7 чёрный крест · g7 чёрный крест · h7 чёрный крест · a6 чёрный крест · b6 чёрный крест · c6 чёрный крест · d6 чёрный крест · e6 чёрный крест · f6 чёрный крест · g6 чёрный крест · h6 чёрный крест · a5 чёрный крест · b5 чёрный крест · c5 чёрный крест · d5 чёрный крест · e5 чёрный крест · f5 чёрный крест · g5 чёрный крест · h5 чёрный крест · a2 белая пешка · b2 белая пешка · c2 белая пешка · d2 белая пешка · e2 белая пешка · f2 белая пешка · g2 белая пешка · h2 белая пешка · a1 белая ладья · b1 белый конь · c1 белый слон · d1 белый ферзь · e1 белый король · f1 белый слон · g1 белый конь · h1 белая ладья | a8 чёрный крест · b8 чёрный крест · c8 чёрный крест · d8 чёрный крест · e8 чёрный крест · f8 чёрный крест · g8 чёрный крест · h8 чёрный крест · a7 чёрный крест · b7 чёрный крест · c7 чёрный крест · d7 чёрный крест · e7 чёрный крест · f7 чёрный крест · g7 чёрный крест · h7 чёрный крест · a6 чёрный крест · b6 чёрный крест · c6 чёрный крест · d6 чёрный крест · e6 чёрный крест · f6 чёрный крест · g6 чёрный крест · h6 чёрный крест · a5 чёрный крест · b5 чёрный крест · c5 чёрный крест · d5 чёрный крест · e5 чёрный крест · f5 чёрный крест · g5 чёрный крест · h5 чёрный крест · a2 белая пешка · b2 белая пешка · c2 белая пешка · d2 белая пешка · e2 белая пешка · f2 белая пешка · g2 белая пешка · h2 белая пешка · a1 белая ладья · b1 белый конь · c1 белый слон · d1 белый ферзь · e1 белый король · f1 белый слон · g1 белый конь · h1 белая ладья | a8 чёрный крест · b8 чёрный крест · c8 чёрный крест · d8 чёрный крест · e8 чёрный крест · f8 чёрный крест · g8 чёрный крест · h8 чёрный крест · a7 чёрный крест · b7 чёрный крест · c7 чёрный крест · d7 чёрный крест · e7 чёрный крест · f7 чёрный крест · g7 чёрный крест · h7 чёрный крест · a6 чёрный крест · b6 чёрный крест · c6 чёрный крест · d6 чёрный крест · e6 чёрный крест · f6 чёрный крест · g6 чёрный крест · h6 чёрный крест · a5 чёрный крест · b5 чёрный крест · c5 чёрный крест · d5 чёрный крест · e5 чёрный крест · f5 чёрный крест · g5 чёрный крест · h5 чёрный крест · a2 белая пешка · b2 белая пешка · c2 белая пешка · d2 белая пешка · e2 белая пешка · f2 белая пешка · g2 белая пешка · h2 белая пешка · a1 белая ладья · b1 белый конь · c1 белый слон · d1 белый ферзь · e1 белый король · f1 белый слон · g1 белый конь · h1 белая ладья | a8 чёрный крест · b8 чёрный крест · c8 чёрный крест · d8 чёрный крест · e8 чёрный крест · f8 чёрный крест · g8 чёрный крест · h8 чёрный крест · a7 чёрный крест · b7 чёрный крест · c7 чёрный крест · d7 чёрный крест · e7 чёрный крест · f7 чёрный крест · g7 чёрный крест · h7 чёрный крест · a6 чёрный крест · b6 чёрный крест · c6 чёрный крест · d6 чёрный крест · e6 чёрный крест · f6 чёрный крест · g6 чёрный крест · h6 чёрный крест · a5 чёрный крест · b5 чёрный крест · c5 чёрный крест · d5 чёрный крест · e5 чёрный крест · f5 чёрный крест · g5 чёрный крест · h5 чёрный крест · a2 белая пешка · b2 белая пешка · c2 белая пешка · d2 белая пешка · e2 белая пешка · f2 белая пешка · g2 белая пешка · h2 белая пешка · a1 белая ладья · b1 белый конь · c1 белый слон · d1 белый ферзь · e1 белый король · f1 белый слон · g1 белый конь · h1 белая ладья | a8 чёрный крест · b8 чёрный крест · c8 чёрный крест · d8 чёрный крест · e8 чёрный крест · f8 чёрный крест · g8 чёрный крест · h8 чёрный крест · a7 чёрный крест · b7 чёрный крест · c7 чёрный крест · d7 чёрный крест · e7 чёрный крест · f7 чёрный крест · g7 чёрный крест · h7 чёрный крест · a6 чёрный крест · b6 чёрный крест · c6 чёрный крест · d6 чёрный крест · e6 чёрный крест · f6 чёрный крест · g6 чёрный крест · h6 чёрный крест · a5 чёрный крест · b5 чёрный крест · c5 чёрный крест · d5 чёрный крест · e5 чёрный крест · f5 чёрный крест · g5 чёрный крест · h5 чёрный крест · a2 белая пешка · b2 белая пешка · c2 белая пешка · d2 белая пешка · e2 белая пешка · f2 белая пешка · g2 белая пешка · h2 белая пешка · a1 белая ладья · b1 белый конь · c1 белый слон · d1 белый ферзь · e1 белый король · f1 белый слон · g1 белый конь · h1 белая ладья | a8 чёрный крест · b8 чёрный крест · c8 чёрный крест · d8 чёрный крест · e8 чёрный крест · f8 чёрный крест · g8 чёрный крест · h8 чёрный крест · a7 чёрный крест · b7 чёрный крест · c7 чёрный крест · d7 чёрный крест · e7 чёрный крест · f7 чёрный крест · g7 чёрный крест · h7 чёрный крест · a6 чёрный крест · b6 чёрный крест · c6 чёрный крест · d6 чёрный крест · e6 чёрный крест · f6 чёрный крест · g6 чёрный крест · h6 чёрный крест · a5 чёрный крест · b5 чёрный крест · c5 чёрный крест · d5 чёрный крест · e5 чёрный крест · f5 чёрный крест · g5 чёрный крест · h5 чёрный крест · a2 белая пешка · b2 белая пешка · c2 белая пешка · d2 белая пешка · e2 белая пешка · f2 белая пешка · g2 белая пешка · h2 белая пешка · a1 белая ладья · b1 белый конь · c1 белый слон · d1 белый ферзь · e1 белый король · f1 белый слон · g1 белый конь · h1 белая ладья | a8 чёрный крест · b8 чёрный крест · c8 чёрный крест · d8 чёрный крест · e8 чёрный крест · f8 чёрный крест · g8 чёрный крест · h8 чёрный крест · a7 чёрный крест · b7 чёрный крест · c7 чёрный крест · d7 чёрный крест · e7 чёрный крест · f7 чёрный крест · g7 чёрный крест · h7 чёрный крест · a6 чёрный крест · b6 чёрный крест · c6 чёрный крест · d6 чёрный крест · e6 чёрный крест · f6 чёрный крест · g6 чёрный крест · h6 чёрный крест · a5 чёрный крест · b5 чёрный крест · c5 чёрный крест · d5 чёрный крест · e5 чёрный крест · f5 чёрный крест · g5 чёрный крест · h5 чёрный крест · a2 белая пешка · b2 белая пешка · c2 белая пешка · d2 белая пешка · e2 белая пешка · f2 белая пешка · g2 белая пешка · h2 белая пешка · a1 белая ладья · b1 белый конь · c1 белый слон · d1 белый ферзь · e1 белый король · f1 белый слон · g1 белый конь · h1 белая ладья | 2 |
| 1 | a8 чёрный крест · b8 чёрный крест · c8 чёрный крест · d8 чёрный крест · e8 чёрный крест · f8 чёрный крест · g8 чёрный крест · h8 чёрный крест · a7 чёрный крест · b7 чёрный крест · c7 чёрный крест · d7 чёрный крест · e7 чёрный крест · f7 чёрный крест · g7 чёрный крест · h7 чёрный крест · a6 чёрный крест · b6 чёрный крест · c6 чёрный крест · d6 чёрный крест · e6 чёрный крест · f6 чёрный крест · g6 чёрный крест · h6 чёрный крест · a5 чёрный крест · b5 чёрный крест · c5 чёрный крест · d5 чёрный крест · e5 чёрный крест · f5 чёрный крест · g5 чёрный крест · h5 чёрный крест · a2 белая пешка · b2 белая пешка · c2 белая пешка · d2 белая пешка · e2 белая пешка · f2 белая пешка · g2 белая пешка · h2 белая пешка · a1 белая ладья · b1 белый конь · c1 белый слон · d1 белый ферзь · e1 белый король · f1 белый слон · g1 белый конь · h1 белая ладья | a8 чёрный крест · b8 чёрный крест · c8 чёрный крест · d8 чёрный крест · e8 чёрный крест · f8 чёрный крест · g8 чёрный крест · h8 чёрный крест · a7 чёрный крест · b7 чёрный крест · c7 чёрный крест · d7 чёрный крест · e7 чёрный крест · f7 чёрный крест · g7 чёрный крест · h7 чёрный крест · a6 чёрный крест · b6 чёрный крест · c6 чёрный крест · d6 чёрный крест · e6 чёрный крест · f6 чёрный крест · g6 чёрный крест · h6 чёрный крест · a5 чёрный крест · b5 чёрный крест · c5 чёрный крест · d5 чёрный крест · e5 чёрный крест · f5 чёрный крест · g5 чёрный крест · h5 чёрный крест · a2 белая пешка · b2 белая пешка · c2 белая пешка · d2 белая пешка · e2 белая пешка · f2 белая пешка · g2 белая пешка · h2 белая пешка · a1 белая ладья · b1 белый конь · c1 белый слон · d1 белый ферзь · e1 белый король · f1 белый слон · g1 белый конь · h1 белая ладья | a8 чёрный крест · b8 чёрный крест · c8 чёрный крест · d8 чёрный крест · e8 чёрный крест · f8 чёрный крест · g8 чёрный крест · h8 чёрный крест · a7 чёрный крест · b7 чёрный крест · c7 чёрный крест · d7 чёрный крест · e7 чёрный крест · f7 чёрный крест · g7 чёрный крест · h7 чёрный крест · a6 чёрный крест · b6 чёрный крест · c6 чёрный крест · d6 чёрный крест · e6 чёрный крест · f6 чёрный крест · g6 чёрный крест · h6 чёрный крест · a5 чёрный крест · b5 чёрный крест · c5 чёрный крест · d5 чёрный крест · e5 чёрный крест · f5 чёрный крест · g5 чёрный крест · h5 чёрный крест · a2 белая пешка · b2 белая пешка · c2 белая пешка · d2 белая пешка · e2 белая пешка · f2 белая пешка · g2 белая пешка · h2 белая пешка · a1 белая ладья · b1 белый конь · c1 белый слон · d1 белый ферзь · e1 белый король · f1 белый слон · g1 белый конь · h1 белая ладья | a8 чёрный крест · b8 чёрный крест · c8 чёрный крест · d8 чёрный крест · e8 чёрный крест · f8 чёрный крест · g8 чёрный крест · h8 чёрный крест · a7 чёрный крест · b7 чёрный крест · c7 чёрный крест · d7 чёрный крест · e7 чёрный крест · f7 чёрный крест · g7 чёрный крест · h7 чёрный крест · a6 чёрный крест · b6 чёрный крест · c6 чёрный крест · d6 чёрный крест · e6 чёрный крест · f6 чёрный крест · g6 чёрный крест · h6 чёрный крест · a5 чёрный крест · b5 чёрный крест · c5 чёрный крест · d5 чёрный крест · e5 чёрный крест · f5 чёрный крест · g5 чёрный крест · h5 чёрный крест · a2 белая пешка · b2 белая пешка · c2 белая пешка · d2 белая пешка · e2 белая пешка · f2 белая пешка · g2 белая пешка · h2 белая пешка · a1 белая ладья · b1 белый конь · c1 белый слон · d1 белый ферзь · e1 белый король · f1 белый слон · g1 белый конь · h1 белая ладья | a8 чёрный крест · b8 чёрный крест · c8 чёрный крест · d8 чёрный крест · e8 чёрный крест · f8 чёрный крест · g8 чёрный крест · h8 чёрный крест · a7 чёрный крест · b7 чёрный крест · c7 чёрный крест · d7 чёрный крест · e7 чёрный крест · f7 чёрный крест · g7 чёрный крест · h7 чёрный крест · a6 чёрный крест · b6 чёрный крест · c6 чёрный крест · d6 чёрный крест · e6 чёрный крест · f6 чёрный крест · g6 чёрный крест · h6 чёрный крест · a5 чёрный крест · b5 чёрный крест · c5 чёрный крест · d5 чёрный крест · e5 чёрный крест · f5 чёрный крест · g5 чёрный крест · h5 чёрный крест · a2 белая пешка · b2 белая пешка · c2 белая пешка · d2 белая пешка · e2 белая пешка · f2 белая пешка · g2 белая пешка · h2 белая пешка · a1 белая ладья · b1 белый конь · c1 белый слон · d1 белый ферзь · e1 белый король · f1 белый слон · g1 белый конь · h1 белая ладья | a8 чёрный крест · b8 чёрный крест · c8 чёрный крест · d8 чёрный крест · e8 чёрный крест · f8 чёрный крест · g8 чёрный крест · h8 чёрный крест · a7 чёрный крест · b7 чёрный крест · c7 чёрный крест · d7 чёрный крест · e7 чёрный крест · f7 чёрный крест · g7 чёрный крест · h7 чёрный крест · a6 чёрный крест · b6 чёрный крест · c6 чёрный крест · d6 чёрный крест · e6 чёрный крест · f6 чёрный крест · g6 чёрный крест · h6 чёрный крест · a5 чёрный крест · b5 чёрный крест · c5 чёрный крест · d5 чёрный крест · e5 чёрный крест · f5 чёрный крест · g5 чёрный крест · h5 чёрный крест · a2 белая пешка · b2 белая пешка · c2 белая пешка · d2 белая пешка · e2 белая пешка · f2 белая пешка · g2 белая пешка · h2 белая пешка · a1 белая ладья · b1 белый конь · c1 белый слон · d1 белый ферзь · e1 белый король · f1 белый слон · g1 белый конь · h1 белая ладья | a8 чёрный крест · b8 чёрный крест · c8 чёрный крест · d8 чёрный крест · e8 чёрный крест · f8 чёрный крест · g8 чёрный крест · h8 чёрный крест · a7 чёрный крест · b7 чёрный крест · c7 чёрный крест · d7 чёрный крест · e7 чёрный крест · f7 чёрный крест · g7 чёрный крест · h7 чёрный крест · a6 чёрный крест · b6 чёрный крест · c6 чёрный крест · d6 чёрный крест · e6 чёрный крест · f6 чёрный крест · g6 чёрный крест · h6 чёрный крест · a5 чёрный крест · b5 чёрный крест · c5 чёрный крест · d5 чёрный крест · e5 чёрный крест · f5 чёрный крест · g5 чёрный крест · h5 чёрный крест · a2 белая пешка · b2 белая пешка · c2 белая пешка · d2 белая пешка · e2 белая пешка · f2 белая пешка · g2 белая пешка · h2 белая пешка · a1 белая ладья · b1 белый конь · c1 белый слон · d1 белый ферзь · e1 белый король · f1 белый слон · g1 белый конь · h1 белая ладья | a8 чёрный крест · b8 чёрный крест · c8 чёрный крест · d8 чёрный крест · e8 чёрный крест · f8 чёрный крест · g8 чёрный крест · h8 чёрный крест · a7 чёрный крест · b7 чёрный крест · c7 чёрный крест · d7 чёрный крест · e7 чёрный крест · f7 чёрный крест · g7 чёрный крест · h7 чёрный крест · a6 чёрный крест · b6 чёрный крест · c6 чёрный крест · d6 чёрный крест · e6 чёрный крест · f6 чёрный крест · g6 чёрный крест · h6 чёрный крест · a5 чёрный крест · b5 чёрный крест · c5 чёрный крест · d5 чёрный крест · e5 чёрный крест · f5 чёрный крест · g5 чёрный крест · h5 чёрный крест · a2 белая пешка · b2 белая пешка · c2 белая пешка · d2 белая пешка · e2 белая пешка · f2 белая пешка · g2 белая пешка · h2 белая пешка · a1 белая ладья · b1 белый конь · c1 белый слон · d1 белый ферзь · e1 белый король · f1 белый слон · g1 белый конь · h1 белая ладья | 1 |
|   | a | b | c | d | e | f | g | h |   |

Шахматы втёмную (англ. dark chess), шахматы Нильсена-Остеда — вариант классических шахмат с неполной информацией, при игре в который каждый игрок видит только свои фигуры и те поля, на которые может перейти одна из его собственных фигур (при этом пешка видит и клетки перед ней, на которые она может пройти тихим ходом, и клетки по диагонали, на которые она способна осуществить взятие). В шахматы втёмную возможно играть при помощи компьютерных программ или специализированных шахматных веб-сайтов, когда оба игрока не видят экран друг друга, а за вывод видимых и невидимых полей отвечает программа. Без помощи компьютерных технологий играть можно при помощи трех шахматных наборов и рефери. Шахматы втёмную были изобретены в 1989 году датскими шахматистами-любителями:
- музыкантом Йенсом Беком Нильсеном (дат. Jens Bæk Nielsen; род. 1957);
- художником Торбеном Остедом (дат. Torben Osted; род. 1945).

Принцип игры втёмную является универсальным, и по аналогии возможно играть «втёмную» в другие варианты шахмат, такие как Омега-шахматы.
Шахматы втёмную хорошо развивают умение игрока координировать взаимодействие собственных фигур, а также анализировать картину игры с точки зрения соперника и предугадывать его действия, обладая ограниченными знаниями о расположении фигур противника. В отличие от классических шахмат, в которых текущая позиция на доске (с учётом очередности хода) является самодостаточной для определения наилучшего следующего хода, в шахматах втёмную важно помнить предыдущие ходы и позиции фигур соперника с целью анализа возможностей их ходов и угроз.
|   | a | b | c | d | e | f | g | h |   |
| - | --- | --- | --- | --- | --- | --- | --- | --- | - |
| 8 | a8 чёрный крест · b8 чёрный крест · c8 чёрный крест · d8 чёрный крест · e8 чёрный крест · f8 чёрный крест · h8 чёрный крест · a7 чёрный крест · b7 чёрный крест · c7 чёрный конь · d7 чёрный крест · e7 чёрный крест · f7 чёрный крест · h7 чёрный крест · a6 чёрный крест · b6 чёрный крест · d6 чёрная пешка · f6 чёрная пешка · a5 чёрный крест · b5 чёрный крест · f5 белая пешка · h5 чёрный крест · a4 чёрная пешка · b4 чёрная пешка · d4 белая пешка · e4 белый конь · f4 белый слон · d3 чёрный крест · f3 чёрный крест · h3 белая пешка · a2 белая пешка · b2 белая пешка · h2 белый ферзь · a1 белый король · c1 белая ладья · g1 белая ладья | a8 чёрный крест · b8 чёрный крест · c8 чёрный крест · d8 чёрный крест · e8 чёрный крест · f8 чёрный крест · h8 чёрный крест · a7 чёрный крест · b7 чёрный крест · c7 чёрный конь · d7 чёрный крест · e7 чёрный крест · f7 чёрный крест · h7 чёрный крест · a6 чёрный крест · b6 чёрный крест · d6 чёрная пешка · f6 чёрная пешка · a5 чёрный крест · b5 чёрный крест · f5 белая пешка · h5 чёрный крест · a4 чёрная пешка · b4 чёрная пешка · d4 белая пешка · e4 белый конь · f4 белый слон · d3 чёрный крест · f3 чёрный крест · h3 белая пешка · a2 белая пешка · b2 белая пешка · h2 белый ферзь · a1 белый король · c1 белая ладья · g1 белая ладья | a8 чёрный крест · b8 чёрный крест · c8 чёрный крест · d8 чёрный крест · e8 чёрный крест · f8 чёрный крест · h8 чёрный крест · a7 чёрный крест · b7 чёрный крест · c7 чёрный конь · d7 чёрный крест · e7 чёрный крест · f7 чёрный крест · h7 чёрный крест · a6 чёрный крест · b6 чёрный крест · d6 чёрная пешка · f6 чёрная пешка · a5 чёрный крест · b5 чёрный крест · f5 белая пешка · h5 чёрный крест · a4 чёрная пешка · b4 чёрная пешка · d4 белая пешка · e4 белый конь · f4 белый слон · d3 чёрный крест · f3 чёрный крест · h3 белая пешка · a2 белая пешка · b2 белая пешка · h2 белый ферзь · a1 белый король · c1 белая ладья · g1 белая ладья | a8 чёрный крест · b8 чёрный крест · c8 чёрный крест · d8 чёрный крест · e8 чёрный крест · f8 чёрный крест · h8 чёрный крест · a7 чёрный крест · b7 чёрный крест · c7 чёрный конь · d7 чёрный крест · e7 чёрный крест · f7 чёрный крест · h7 чёрный крест · a6 чёрный крест · b6 чёрный крест · d6 чёрная пешка · f6 чёрная пешка · a5 чёрный крест · b5 чёрный крест · f5 белая пешка · h5 чёрный крест · a4 чёрная пешка · b4 чёрная пешка · d4 белая пешка · e4 белый конь · f4 белый слон · d3 чёрный крест · f3 чёрный крест · h3 белая пешка · a2 белая пешка · b2 белая пешка · h2 белый ферзь · a1 белый король · c1 белая ладья · g1 белая ладья | a8 чёрный крест · b8 чёрный крест · c8 чёрный крест · d8 чёрный крест · e8 чёрный крест · f8 чёрный крест · h8 чёрный крест · a7 чёрный крест · b7 чёрный крест · c7 чёрный конь · d7 чёрный крест · e7 чёрный крест · f7 чёрный крест · h7 чёрный крест · a6 чёрный крест · b6 чёрный крест · d6 чёрная пешка · f6 чёрная пешка · a5 чёрный крест · b5 чёрный крест · f5 белая пешка · h5 чёрный крест · a4 чёрная пешка · b4 чёрная пешка · d4 белая пешка · e4 белый конь · f4 белый слон · d3 чёрный крест · f3 чёрный крест · h3 белая пешка · a2 белая пешка · b2 белая пешка · h2 белый ферзь · a1 белый король · c1 белая ладья · g1 белая ладья | a8 чёрный крест · b8 чёрный крест · c8 чёрный крест · d8 чёрный крест · e8 чёрный крест · f8 чёрный крест · h8 чёрный крест · a7 чёрный крест · b7 чёрный крест · c7 чёрный конь · d7 чёрный крест · e7 чёрный крест · f7 чёрный крест · h7 чёрный крест · a6 чёрный крест · b6 чёрный крест · d6 чёрная пешка · f6 чёрная пешка · a5 чёрный крест · b5 чёрный крест · f5 белая пешка · h5 чёрный крест · a4 чёрная пешка · b4 чёрная пешка · d4 белая пешка · e4 белый конь · f4 белый слон · d3 чёрный крест · f3 чёрный крест · h3 белая пешка · a2 белая пешка · b2 белая пешка · h2 белый ферзь · a1 белый король · c1 белая ладья · g1 белая ладья | a8 чёрный крест · b8 чёрный крест · c8 чёрный крест · d8 чёрный крест · e8 чёрный крест · f8 чёрный крест · h8 чёрный крест · a7 чёрный крест · b7 чёрный крест · c7 чёрный конь · d7 чёрный крест · e7 чёрный крест · f7 чёрный крест · h7 чёрный крест · a6 чёрный крест · b6 чёрный крест · d6 чёрная пешка · f6 чёрная пешка · a5 чёрный крест · b5 чёрный крест · f5 белая пешка · h5 чёрный крест · a4 чёрная пешка · b4 чёрная пешка · d4 белая пешка · e4 белый конь · f4 белый слон · d3 чёрный крест · f3 чёрный крест · h3 белая пешка · a2 белая пешка · b2 белая пешка · h2 белый ферзь · a1 белый король · c1 белая ладья · g1 белая ладья | a8 чёрный крест · b8 чёрный крест · c8 чёрный крест · d8 чёрный крест · e8 чёрный крест · f8 чёрный крест · h8 чёрный крест · a7 чёрный крест · b7 чёрный крест · c7 чёрный конь · d7 чёрный крест · e7 чёрный крест · f7 чёрный крест · h7 чёрный крест · a6 чёрный крест · b6 чёрный крест · d6 чёрная пешка · f6 чёрная пешка · a5 чёрный крест · b5 чёрный крест · f5 белая пешка · h5 чёрный крест · a4 чёрная пешка · b4 чёрная пешка · d4 белая пешка · e4 белый конь · f4 белый слон · d3 чёрный крест · f3 чёрный крест · h3 белая пешка · a2 белая пешка · b2 белая пешка · h2 белый ферзь · a1 белый король · c1 белая ладья · g1 белая ладья | 8 |
| 7 | a8 чёрный крест · b8 чёрный крест · c8 чёрный крест · d8 чёрный крест · e8 чёрный крест · f8 чёрный крест · h8 чёрный крест · a7 чёрный крест · b7 чёрный крест · c7 чёрный конь · d7 чёрный крест · e7 чёрный крест · f7 чёрный крест · h7 чёрный крест · a6 чёрный крест · b6 чёрный крест · d6 чёрная пешка · f6 чёрная пешка · a5 чёрный крест · b5 чёрный крест · f5 белая пешка · h5 чёрный крест · a4 чёрная пешка · b4 чёрная пешка · d4 белая пешка · e4 белый конь · f4 белый слон · d3 чёрный крест · f3 чёрный крест · h3 белая пешка · a2 белая пешка · b2 белая пешка · h2 белый ферзь · a1 белый король · c1 белая ладья · g1 белая ладья | a8 чёрный крест · b8 чёрный крест · c8 чёрный крест · d8 чёрный крест · e8 чёрный крест · f8 чёрный крест · h8 чёрный крест · a7 чёрный крест · b7 чёрный крест · c7 чёрный конь · d7 чёрный крест · e7 чёрный крест · f7 чёрный крест · h7 чёрный крест · a6 чёрный крест · b6 чёрный крест · d6 чёрная пешка · f6 чёрная пешка · a5 чёрный крест · b5 чёрный крест · f5 белая пешка · h5 чёрный крест · a4 чёрная пешка · b4 чёрная пешка · d4 белая пешка · e4 белый конь · f4 белый слон · d3 чёрный крест · f3 чёрный крест · h3 белая пешка · a2 белая пешка · b2 белая пешка · h2 белый ферзь · a1 белый король · c1 белая ладья · g1 белая ладья | a8 чёрный крест · b8 чёрный крест · c8 чёрный крест · d8 чёрный крест · e8 чёрный крест · f8 чёрный крест · h8 чёрный крест · a7 чёрный крест · b7 чёрный крест · c7 чёрный конь · d7 чёрный крест · e7 чёрный крест · f7 чёрный крест · h7 чёрный крест · a6 чёрный крест · b6 чёрный крест · d6 чёрная пешка · f6 чёрная пешка · a5 чёрный крест · b5 чёрный крест · f5 белая пешка · h5 чёрный крест · a4 чёрная пешка · b4 чёрная пешка · d4 белая пешка · e4 белый конь · f4 белый слон · d3 чёрный крест · f3 чёрный крест · h3 белая пешка · a2 белая пешка · b2 белая пешка · h2 белый ферзь · a1 белый король · c1 белая ладья · g1 белая ладья | a8 чёрный крест · b8 чёрный крест · c8 чёрный крест · d8 чёрный крест · e8 чёрный крест · f8 чёрный крест · h8 чёрный крест · a7 чёрный крест · b7 чёрный крест · c7 чёрный конь · d7 чёрный крест · e7 чёрный крест · f7 чёрный крест · h7 чёрный крест · a6 чёрный крест · b6 чёрный крест · d6 чёрная пешка · f6 чёрная пешка · a5 чёрный крест · b5 чёрный крест · f5 белая пешка · h5 чёрный крест · a4 чёрная пешка · b4 чёрная пешка · d4 белая пешка · e4 белый конь · f4 белый слон · d3 чёрный крест · f3 чёрный крест · h3 белая пешка · a2 белая пешка · b2 белая пешка · h2 белый ферзь · a1 белый король · c1 белая ладья · g1 белая ладья | a8 чёрный крест · b8 чёрный крест · c8 чёрный крест · d8 чёрный крест · e8 чёрный крест · f8 чёрный крест · h8 чёрный крест · a7 чёрный крест · b7 чёрный крест · c7 чёрный конь · d7 чёрный крест · e7 чёрный крест · f7 чёрный крест · h7 чёрный крест · a6 чёрный крест · b6 чёрный крест · d6 чёрная пешка · f6 чёрная пешка · a5 чёрный крест · b5 чёрный крест · f5 белая пешка · h5 чёрный крест · a4 чёрная пешка · b4 чёрная пешка · d4 белая пешка · e4 белый конь · f4 белый слон · d3 чёрный крест · f3 чёрный крест · h3 белая пешка · a2 белая пешка · b2 белая пешка · h2 белый ферзь · a1 белый король · c1 белая ладья · g1 белая ладья | a8 чёрный крест · b8 чёрный крест · c8 чёрный крест · d8 чёрный крест · e8 чёрный крест · f8 чёрный крест · h8 чёрный крест · a7 чёрный крест · b7 чёрный крест · c7 чёрный конь · d7 чёрный крест · e7 чёрный крест · f7 чёрный крест · h7 чёрный крест · a6 чёрный крест · b6 чёрный крест · d6 чёрная пешка · f6 чёрная пешка · a5 чёрный крест · b5 чёрный крест · f5 белая пешка · h5 чёрный крест · a4 чёрная пешка · b4 чёрная пешка · d4 белая пешка · e4 белый конь · f4 белый слон · d3 чёрный крест · f3 чёрный крест · h3 белая пешка · a2 белая пешка · b2 белая пешка · h2 белый ферзь · a1 белый король · c1 белая ладья · g1 белая ладья | a8 чёрный крест · b8 чёрный крест · c8 чёрный крест · d8 чёрный крест · e8 чёрный крест · f8 чёрный крест · h8 чёрный крест · a7 чёрный крест · b7 чёрный крест · c7 чёрный конь · d7 чёрный крест · e7 чёрный крест · f7 чёрный крест · h7 чёрный крест · a6 чёрный крест · b6 чёрный крест · d6 чёрная пешка · f6 чёрная пешка · a5 чёрный крест · b5 чёрный крест · f5 белая пешка · h5 чёрный крест · a4 чёрная пешка · b4 чёрная пешка · d4 белая пешка · e4 белый конь · f4 белый слон · d3 чёрный крест · f3 чёрный крест · h3 белая пешка · a2 белая пешка · b2 белая пешка · h2 белый ферзь · a1 белый король · c1 белая ладья · g1 белая ладья | a8 чёрный крест · b8 чёрный крест · c8 чёрный крест · d8 чёрный крест · e8 чёрный крест · f8 чёрный крест · h8 чёрный крест · a7 чёрный крест · b7 чёрный крест · c7 чёрный конь · d7 чёрный крест · e7 чёрный крест · f7 чёрный крест · h7 чёрный крест · a6 чёрный крест · b6 чёрный крест · d6 чёрная пешка · f6 чёрная пешка · a5 чёрный крест · b5 чёрный крест · f5 белая пешка · h5 чёрный крест · a4 чёрная пешка · b4 чёрная пешка · d4 белая пешка · e4 белый конь · f4 белый слон · d3 чёрный крест · f3 чёрный крест · h3 белая пешка · a2 белая пешка · b2 белая пешка · h2 белый ферзь · a1 белый король · c1 белая ладья · g1 белая ладья | 7 |
| 6 | a8 чёрный крест · b8 чёрный крест · c8 чёрный крест · d8 чёрный крест · e8 чёрный крест · f8 чёрный крест · h8 чёрный крест · a7 чёрный крест · b7 чёрный крест · c7 чёрный конь · d7 чёрный крест · e7 чёрный крест · f7 чёрный крест · h7 чёрный крест · a6 чёрный крест · b6 чёрный крест · d6 чёрная пешка · f6 чёрная пешка · a5 чёрный крест · b5 чёрный крест · f5 белая пешка · h5 чёрный крест · a4 чёрная пешка · b4 чёрная пешка · d4 белая пешка · e4 белый конь · f4 белый слон · d3 чёрный крест · f3 чёрный крест · h3 белая пешка · a2 белая пешка · b2 белая пешка · h2 белый ферзь · a1 белый король · c1 белая ладья · g1 белая ладья | a8 чёрный крест · b8 чёрный крест · c8 чёрный крест · d8 чёрный крест · e8 чёрный крест · f8 чёрный крест · h8 чёрный крест · a7 чёрный крест · b7 чёрный крест · c7 чёрный конь · d7 чёрный крест · e7 чёрный крест · f7 чёрный крест · h7 чёрный крест · a6 чёрный крест · b6 чёрный крест · d6 чёрная пешка · f6 чёрная пешка · a5 чёрный крест · b5 чёрный крест · f5 белая пешка · h5 чёрный крест · a4 чёрная пешка · b4 чёрная пешка · d4 белая пешка · e4 белый конь · f4 белый слон · d3 чёрный крест · f3 чёрный крест · h3 белая пешка · a2 белая пешка · b2 белая пешка · h2 белый ферзь · a1 белый король · c1 белая ладья · g1 белая ладья | a8 чёрный крест · b8 чёрный крест · c8 чёрный крест · d8 чёрный крест · e8 чёрный крест · f8 чёрный крест · h8 чёрный крест · a7 чёрный крест · b7 чёрный крест · c7 чёрный конь · d7 чёрный крест · e7 чёрный крест · f7 чёрный крест · h7 чёрный крест · a6 чёрный крест · b6 чёрный крест · d6 чёрная пешка · f6 чёрная пешка · a5 чёрный крест · b5 чёрный крест · f5 белая пешка · h5 чёрный крест · a4 чёрная пешка · b4 чёрная пешка · d4 белая пешка · e4 белый конь · f4 белый слон · d3 чёрный крест · f3 чёрный крест · h3 белая пешка · a2 белая пешка · b2 белая пешка · h2 белый ферзь · a1 белый король · c1 белая ладья · g1 белая ладья | a8 чёрный крест · b8 чёрный крест · c8 чёрный крест · d8 чёрный крест · e8 чёрный крест · f8 чёрный крест · h8 чёрный крест · a7 чёрный крест · b7 чёрный крест · c7 чёрный конь · d7 чёрный крест · e7 чёрный крест · f7 чёрный крест · h7 чёрный крест · a6 чёрный крест · b6 чёрный крест · d6 чёрная пешка · f6 чёрная пешка · a5 чёрный крест · b5 чёрный крест · f5 белая пешка · h5 чёрный крест · a4 чёрная пешка · b4 чёрная пешка · d4 белая пешка · e4 белый конь · f4 белый слон · d3 чёрный крест · f3 чёрный крест · h3 белая пешка · a2 белая пешка · b2 белая пешка · h2 белый ферзь · a1 белый король · c1 белая ладья · g1 белая ладья | a8 чёрный крест · b8 чёрный крест · c8 чёрный крест · d8 чёрный крест · e8 чёрный крест · f8 чёрный крест · h8 чёрный крест · a7 чёрный крест · b7 чёрный крест · c7 чёрный конь · d7 чёрный крест · e7 чёрный крест · f7 чёрный крест · h7 чёрный крест · a6 чёрный крест · b6 чёрный крест · d6 чёрная пешка · f6 чёрная пешка · a5 чёрный крест · b5 чёрный крест · f5 белая пешка · h5 чёрный крест · a4 чёрная пешка · b4 чёрная пешка · d4 белая пешка · e4 белый конь · f4 белый слон · d3 чёрный крест · f3 чёрный крест · h3 белая пешка · a2 белая пешка · b2 белая пешка · h2 белый ферзь · a1 белый король · c1 белая ладья · g1 белая ладья | a8 чёрный крест · b8 чёрный крест · c8 чёрный крест · d8 чёрный крест · e8 чёрный крест · f8 чёрный крест · h8 чёрный крест · a7 чёрный крест · b7 чёрный крест · c7 чёрный конь · d7 чёрный крест · e7 чёрный крест · f7 чёрный крест · h7 чёрный крест · a6 чёрный крест · b6 чёрный крест · d6 чёрная пешка · f6 чёрная пешка · a5 чёрный крест · b5 чёрный крест · f5 белая пешка · h5 чёрный крест · a4 чёрная пешка · b4 чёрная пешка · d4 белая пешка · e4 белый конь · f4 белый слон · d3 чёрный крест · f3 чёрный крест · h3 белая пешка · a2 белая пешка · b2 белая пешка · h2 белый ферзь · a1 белый король · c1 белая ладья · g1 белая ладья | a8 чёрный крест · b8 чёрный крест · c8 чёрный крест · d8 чёрный крест · e8 чёрный крест · f8 чёрный крест · h8 чёрный крест · a7 чёрный крест · b7 чёрный крест · c7 чёрный конь · d7 чёрный крест · e7 чёрный крест · f7 чёрный крест · h7 чёрный крест · a6 чёрный крест · b6 чёрный крест · d6 чёрная пешка · f6 чёрная пешка · a5 чёрный крест · b5 чёрный крест · f5 белая пешка · h5 чёрный крест · a4 чёрная пешка · b4 чёрная пешка · d4 белая пешка · e4 белый конь · f4 белый слон · d3 чёрный крест · f3 чёрный крест · h3 белая пешка · a2 белая пешка · b2 белая пешка · h2 белый ферзь · a1 белый король · c1 белая ладья · g1 белая ладья | a8 чёрный крест · b8 чёрный крест · c8 чёрный крест · d8 чёрный крест · e8 чёрный крест · f8 чёрный крест · h8 чёрный крест · a7 чёрный крест · b7 чёрный крест · c7 чёрный конь · d7 чёрный крест · e7 чёрный крест · f7 чёрный крест · h7 чёрный крест · a6 чёрный крест · b6 чёрный крест · d6 чёрная пешка · f6 чёрная пешка · a5 чёрный крест · b5 чёрный крест · f5 белая пешка · h5 чёрный крест · a4 чёрная пешка · b4 чёрная пешка · d4 белая пешка · e4 белый конь · f4 белый слон · d3 чёрный крест · f3 чёрный крест · h3 белая пешка · a2 белая пешка · b2 белая пешка · h2 белый ферзь · a1 белый король · c1 белая ладья · g1 белая ладья | 6 |
| 5 | a8 чёрный крест · b8 чёрный крест · c8 чёрный крест · d8 чёрный крест · e8 чёрный крест · f8 чёрный крест · h8 чёрный крест · a7 чёрный крест · b7 чёрный крест · c7 чёрный конь · d7 чёрный крест · e7 чёрный крест · f7 чёрный крест · h7 чёрный крест · a6 чёрный крест · b6 чёрный крест · d6 чёрная пешка · f6 чёрная пешка · a5 чёрный крест · b5 чёрный крест · f5 белая пешка · h5 чёрный крест · a4 чёрная пешка · b4 чёрная пешка · d4 белая пешка · e4 белый конь · f4 белый слон · d3 чёрный крест · f3 чёрный крест · h3 белая пешка · a2 белая пешка · b2 белая пешка · h2 белый ферзь · a1 белый король · c1 белая ладья · g1 белая ладья | a8 чёрный крест · b8 чёрный крест · c8 чёрный крест · d8 чёрный крест · e8 чёрный крест · f8 чёрный крест · h8 чёрный крест · a7 чёрный крест · b7 чёрный крест · c7 чёрный конь · d7 чёрный крест · e7 чёрный крест · f7 чёрный крест · h7 чёрный крест · a6 чёрный крест · b6 чёрный крест · d6 чёрная пешка · f6 чёрная пешка · a5 чёрный крест · b5 чёрный крест · f5 белая пешка · h5 чёрный крест · a4 чёрная пешка · b4 чёрная пешка · d4 белая пешка · e4 белый конь · f4 белый слон · d3 чёрный крест · f3 чёрный крест · h3 белая пешка · a2 белая пешка · b2 белая пешка · h2 белый ферзь · a1 белый король · c1 белая ладья · g1 белая ладья | a8 чёрный крест · b8 чёрный крест · c8 чёрный крест · d8 чёрный крест · e8 чёрный крест · f8 чёрный крест · h8 чёрный крест · a7 чёрный крест · b7 чёрный крест · c7 чёрный конь · d7 чёрный крест · e7 чёрный крест · f7 чёрный крест · h7 чёрный крест · a6 чёрный крест · b6 чёрный крест · d6 чёрная пешка · f6 чёрная пешка · a5 чёрный крест · b5 чёрный крест · f5 белая пешка · h5 чёрный крест · a4 чёрная пешка · b4 чёрная пешка · d4 белая пешка · e4 белый конь · f4 белый слон · d3 чёрный крест · f3 чёрный крест · h3 белая пешка · a2 белая пешка · b2 белая пешка · h2 белый ферзь · a1 белый король · c1 белая ладья · g1 белая ладья | a8 чёрный крест · b8 чёрный крест · c8 чёрный крест · d8 чёрный крест · e8 чёрный крест · f8 чёрный крест · h8 чёрный крест · a7 чёрный крест · b7 чёрный крест · c7 чёрный конь · d7 чёрный крест · e7 чёрный крест · f7 чёрный крест · h7 чёрный крест · a6 чёрный крест · b6 чёрный крест · d6 чёрная пешка · f6 чёрная пешка · a5 чёрный крест · b5 чёрный крест · f5 белая пешка · h5 чёрный крест · a4 чёрная пешка · b4 чёрная пешка · d4 белая пешка · e4 белый конь · f4 белый слон · d3 чёрный крест · f3 чёрный крест · h3 белая пешка · a2 белая пешка · b2 белая пешка · h2 белый ферзь · a1 белый король · c1 белая ладья · g1 белая ладья | a8 чёрный крест · b8 чёрный крест · c8 чёрный крест · d8 чёрный крест · e8 чёрный крест · f8 чёрный крест · h8 чёрный крест · a7 чёрный крест · b7 чёрный крест · c7 чёрный конь · d7 чёрный крест · e7 чёрный крест · f7 чёрный крест · h7 чёрный крест · a6 чёрный крест · b6 чёрный крест · d6 чёрная пешка · f6 чёрная пешка · a5 чёрный крест · b5 чёрный крест · f5 белая пешка · h5 чёрный крест · a4 чёрная пешка · b4 чёрная пешка · d4 белая пешка · e4 белый конь · f4 белый слон · d3 чёрный крест · f3 чёрный крест · h3 белая пешка · a2 белая пешка · b2 белая пешка · h2 белый ферзь · a1 белый король · c1 белая ладья · g1 белая ладья | a8 чёрный крест · b8 чёрный крест · c8 чёрный крест · d8 чёрный крест · e8 чёрный крест · f8 чёрный крест · h8 чёрный крест · a7 чёрный крест · b7 чёрный крест · c7 чёрный конь · d7 чёрный крест · e7 чёрный крест · f7 чёрный крест · h7 чёрный крест · a6 чёрный крест · b6 чёрный крест · d6 чёрная пешка · f6 чёрная пешка · a5 чёрный крест · b5 чёрный крест · f5 белая пешка · h5 чёрный крест · a4 чёрная пешка · b4 чёрная пешка · d4 белая пешка · e4 белый конь · f4 белый слон · d3 чёрный крест · f3 чёрный крест · h3 белая пешка · a2 белая пешка · b2 белая пешка · h2 белый ферзь · a1 белый король · c1 белая ладья · g1 белая ладья | a8 чёрный крест · b8 чёрный крест · c8 чёрный крест · d8 чёрный крест · e8 чёрный крест · f8 чёрный крест · h8 чёрный крест · a7 чёрный крест · b7 чёрный крест · c7 чёрный конь · d7 чёрный крест · e7 чёрный крест · f7 чёрный крест · h7 чёрный крест · a6 чёрный крест · b6 чёрный крест · d6 чёрная пешка · f6 чёрная пешка · a5 чёрный крест · b5 чёрный крест · f5 белая пешка · h5 чёрный крест · a4 чёрная пешка · b4 чёрная пешка · d4 белая пешка · e4 белый конь · f4 белый слон · d3 чёрный крест · f3 чёрный крест · h3 белая пешка · a2 белая пешка · b2 белая пешка · h2 белый ферзь · a1 белый король · c1 белая ладья · g1 белая ладья | a8 чёрный крест · b8 чёрный крест · c8 чёрный крест · d8 чёрный крест · e8 чёрный крест · f8 чёрный крест · h8 чёрный крест · a7 чёрный крест · b7 чёрный крест · c7 чёрный конь · d7 чёрный крест · e7 чёрный крест · f7 чёрный крест · h7 чёрный крест · a6 чёрный крест · b6 чёрный крест · d6 чёрная пешка · f6 чёрная пешка · a5 чёрный крест · b5 чёрный крест · f5 белая пешка · h5 чёрный крест · a4 чёрная пешка · b4 чёрная пешка · d4 белая пешка · e4 белый конь · f4 белый слон · d3 чёрный крест · f3 чёрный крест · h3 белая пешка · a2 белая пешка · b2 белая пешка · h2 белый ферзь · a1 белый король · c1 белая ладья · g1 белая ладья | 5 |
| 4 | a8 чёрный крест · b8 чёрный крест · c8 чёрный крест · d8 чёрный крест · e8 чёрный крест · f8 чёрный крест · h8 чёрный крест · a7 чёрный крест · b7 чёрный крест · c7 чёрный конь · d7 чёрный крест · e7 чёрный крест · f7 чёрный крест · h7 чёрный крест · a6 чёрный крест · b6 чёрный крест · d6 чёрная пешка · f6 чёрная пешка · a5 чёрный крест · b5 чёрный крест · f5 белая пешка · h5 чёрный крест · a4 чёрная пешка · b4 чёрная пешка · d4 белая пешка · e4 белый конь · f4 белый слон · d3 чёрный крест · f3 чёрный крест · h3 белая пешка · a2 белая пешка · b2 белая пешка · h2 белый ферзь · a1 белый король · c1 белая ладья · g1 белая ладья | a8 чёрный крест · b8 чёрный крест · c8 чёрный крест · d8 чёрный крест · e8 чёрный крест · f8 чёрный крест · h8 чёрный крест · a7 чёрный крест · b7 чёрный крест · c7 чёрный конь · d7 чёрный крест · e7 чёрный крест · f7 чёрный крест · h7 чёрный крест · a6 чёрный крест · b6 чёрный крест · d6 чёрная пешка · f6 чёрная пешка · a5 чёрный крест · b5 чёрный крест · f5 белая пешка · h5 чёрный крест · a4 чёрная пешка · b4 чёрная пешка · d4 белая пешка · e4 белый конь · f4 белый слон · d3 чёрный крест · f3 чёрный крест · h3 белая пешка · a2 белая пешка · b2 белая пешка · h2 белый ферзь · a1 белый король · c1 белая ладья · g1 белая ладья | a8 чёрный крест · b8 чёрный крест · c8 чёрный крест · d8 чёрный крест · e8 чёрный крест · f8 чёрный крест · h8 чёрный крест · a7 чёрный крест · b7 чёрный крест · c7 чёрный конь · d7 чёрный крест · e7 чёрный крест · f7 чёрный крест · h7 чёрный крест · a6 чёрный крест · b6 чёрный крест · d6 чёрная пешка · f6 чёрная пешка · a5 чёрный крест · b5 чёрный крест · f5 белая пешка · h5 чёрный крест · a4 чёрная пешка · b4 чёрная пешка · d4 белая пешка · e4 белый конь · f4 белый слон · d3 чёрный крест · f3 чёрный крест · h3 белая пешка · a2 белая пешка · b2 белая пешка · h2 белый ферзь · a1 белый король · c1 белая ладья · g1 белая ладья | a8 чёрный крест · b8 чёрный крест · c8 чёрный крест · d8 чёрный крест · e8 чёрный крест · f8 чёрный крест · h8 чёрный крест · a7 чёрный крест · b7 чёрный крест · c7 чёрный конь · d7 чёрный крест · e7 чёрный крест · f7 чёрный крест · h7 чёрный крест · a6 чёрный крест · b6 чёрный крест · d6 чёрная пешка · f6 чёрная пешка · a5 чёрный крест · b5 чёрный крест · f5 белая пешка · h5 чёрный крест · a4 чёрная пешка · b4 чёрная пешка · d4 белая пешка · e4 белый конь · f4 белый слон · d3 чёрный крест · f3 чёрный крест · h3 белая пешка · a2 белая пешка · b2 белая пешка · h2 белый ферзь · a1 белый король · c1 белая ладья · g1 белая ладья | a8 чёрный крест · b8 чёрный крест · c8 чёрный крест · d8 чёрный крест · e8 чёрный крест · f8 чёрный крест · h8 чёрный крест · a7 чёрный крест · b7 чёрный крест · c7 чёрный конь · d7 чёрный крест · e7 чёрный крест · f7 чёрный крест · h7 чёрный крест · a6 чёрный крест · b6 чёрный крест · d6 чёрная пешка · f6 чёрная пешка · a5 чёрный крест · b5 чёрный крест · f5 белая пешка · h5 чёрный крест · a4 чёрная пешка · b4 чёрная пешка · d4 белая пешка · e4 белый конь · f4 белый слон · d3 чёрный крест · f3 чёрный крест · h3 белая пешка · a2 белая пешка · b2 белая пешка · h2 белый ферзь · a1 белый король · c1 белая ладья · g1 белая ладья | a8 чёрный крест · b8 чёрный крест · c8 чёрный крест · d8 чёрный крест · e8 чёрный крест · f8 чёрный крест · h8 чёрный крест · a7 чёрный крест · b7 чёрный крест · c7 чёрный конь · d7 чёрный крест · e7 чёрный крест · f7 чёрный крест · h7 чёрный крест · a6 чёрный крест · b6 чёрный крест · d6 чёрная пешка · f6 чёрная пешка · a5 чёрный крест · b5 чёрный крест · f5 белая пешка · h5 чёрный крест · a4 чёрная пешка · b4 чёрная пешка · d4 белая пешка · e4 белый конь · f4 белый слон · d3 чёрный крест · f3 чёрный крест · h3 белая пешка · a2 белая пешка · b2 белая пешка · h2 белый ферзь · a1 белый король · c1 белая ладья · g1 белая ладья | a8 чёрный крест · b8 чёрный крест · c8 чёрный крест · d8 чёрный крест · e8 чёрный крест · f8 чёрный крест · h8 чёрный крест · a7 чёрный крест · b7 чёрный крест · c7 чёрный конь · d7 чёрный крест · e7 чёрный крест · f7 чёрный крест · h7 чёрный крест · a6 чёрный крест · b6 чёрный крест · d6 чёрная пешка · f6 чёрная пешка · a5 чёрный крест · b5 чёрный крест · f5 белая пешка · h5 чёрный крест · a4 чёрная пешка · b4 чёрная пешка · d4 белая пешка · e4 белый конь · f4 белый слон · d3 чёрный крест · f3 чёрный крест · h3 белая пешка · a2 белая пешка · b2 белая пешка · h2 белый ферзь · a1 белый король · c1 белая ладья · g1 белая ладья | a8 чёрный крест · b8 чёрный крест · c8 чёрный крест · d8 чёрный крест · e8 чёрный крест · f8 чёрный крест · h8 чёрный крест · a7 чёрный крест · b7 чёрный крест · c7 чёрный конь · d7 чёрный крест · e7 чёрный крест · f7 чёрный крест · h7 чёрный крест · a6 чёрный крест · b6 чёрный крест · d6 чёрная пешка · f6 чёрная пешка · a5 чёрный крест · b5 чёрный крест · f5 белая пешка · h5 чёрный крест · a4 чёрная пешка · b4 чёрная пешка · d4 белая пешка · e4 белый конь · f4 белый слон · d3 чёрный крест · f3 чёрный крест · h3 белая пешка · a2 белая пешка · b2 белая пешка · h2 белый ферзь · a1 белый король · c1 белая ладья · g1 белая ладья | 4 |
| 3 | a8 чёрный крест · b8 чёрный крест · c8 чёрный крест · d8 чёрный крест · e8 чёрный крест · f8 чёрный крест · h8 чёрный крест · a7 чёрный крест · b7 чёрный крест · c7 чёрный конь · d7 чёрный крест · e7 чёрный крест · f7 чёрный крест · h7 чёрный крест · a6 чёрный крест · b6 чёрный крест · d6 чёрная пешка · f6 чёрная пешка · a5 чёрный крест · b5 чёрный крест · f5 белая пешка · h5 чёрный крест · a4 чёрная пешка · b4 чёрная пешка · d4 белая пешка · e4 белый конь · f4 белый слон · d3 чёрный крест · f3 чёрный крест · h3 белая пешка · a2 белая пешка · b2 белая пешка · h2 белый ферзь · a1 белый король · c1 белая ладья · g1 белая ладья | a8 чёрный крест · b8 чёрный крест · c8 чёрный крест · d8 чёрный крест · e8 чёрный крест · f8 чёрный крест · h8 чёрный крест · a7 чёрный крест · b7 чёрный крест · c7 чёрный конь · d7 чёрный крест · e7 чёрный крест · f7 чёрный крест · h7 чёрный крест · a6 чёрный крест · b6 чёрный крест · d6 чёрная пешка · f6 чёрная пешка · a5 чёрный крест · b5 чёрный крест · f5 белая пешка · h5 чёрный крест · a4 чёрная пешка · b4 чёрная пешка · d4 белая пешка · e4 белый конь · f4 белый слон · d3 чёрный крест · f3 чёрный крест · h3 белая пешка · a2 белая пешка · b2 белая пешка · h2 белый ферзь · a1 белый король · c1 белая ладья · g1 белая ладья | a8 чёрный крест · b8 чёрный крест · c8 чёрный крест · d8 чёрный крест · e8 чёрный крест · f8 чёрный крест · h8 чёрный крест · a7 чёрный крест · b7 чёрный крест · c7 чёрный конь · d7 чёрный крест · e7 чёрный крест · f7 чёрный крест · h7 чёрный крест · a6 чёрный крест · b6 чёрный крест · d6 чёрная пешка · f6 чёрная пешка · a5 чёрный крест · b5 чёрный крест · f5 белая пешка · h5 чёрный крест · a4 чёрная пешка · b4 чёрная пешка · d4 белая пешка · e4 белый конь · f4 белый слон · d3 чёрный крест · f3 чёрный крест · h3 белая пешка · a2 белая пешка · b2 белая пешка · h2 белый ферзь · a1 белый король · c1 белая ладья · g1 белая ладья | a8 чёрный крест · b8 чёрный крест · c8 чёрный крест · d8 чёрный крест · e8 чёрный крест · f8 чёрный крест · h8 чёрный крест · a7 чёрный крест · b7 чёрный крест · c7 чёрный конь · d7 чёрный крест · e7 чёрный крест · f7 чёрный крест · h7 чёрный крест · a6 чёрный крест · b6 чёрный крест · d6 чёрная пешка · f6 чёрная пешка · a5 чёрный крест · b5 чёрный крест · f5 белая пешка · h5 чёрный крест · a4 чёрная пешка · b4 чёрная пешка · d4 белая пешка · e4 белый конь · f4 белый слон · d3 чёрный крест · f3 чёрный крест · h3 белая пешка · a2 белая пешка · b2 белая пешка · h2 белый ферзь · a1 белый король · c1 белая ладья · g1 белая ладья | a8 чёрный крест · b8 чёрный крест · c8 чёрный крест · d8 чёрный крест · e8 чёрный крест · f8 чёрный крест · h8 чёрный крест · a7 чёрный крест · b7 чёрный крест · c7 чёрный конь · d7 чёрный крест · e7 чёрный крест · f7 чёрный крест · h7 чёрный крест · a6 чёрный крест · b6 чёрный крест · d6 чёрная пешка · f6 чёрная пешка · a5 чёрный крест · b5 чёрный крест · f5 белая пешка · h5 чёрный крест · a4 чёрная пешка · b4 чёрная пешка · d4 белая пешка · e4 белый конь · f4 белый слон · d3 чёрный крест · f3 чёрный крест · h3 белая пешка · a2 белая пешка · b2 белая пешка · h2 белый ферзь · a1 белый король · c1 белая ладья · g1 белая ладья | a8 чёрный крест · b8 чёрный крест · c8 чёрный крест · d8 чёрный крест · e8 чёрный крест · f8 чёрный крест · h8 чёрный крест · a7 чёрный крест · b7 чёрный крест · c7 чёрный конь · d7 чёрный крест · e7 чёрный крест · f7 чёрный крест · h7 чёрный крест · a6 чёрный крест · b6 чёрный крест · d6 чёрная пешка · f6 чёрная пешка · a5 чёрный крест · b5 чёрный крест · f5 белая пешка · h5 чёрный крест · a4 чёрная пешка · b4 чёрная пешка · d4 белая пешка · e4 белый конь · f4 белый слон · d3 чёрный крест · f3 чёрный крест · h3 белая пешка · a2 белая пешка · b2 белая пешка · h2 белый ферзь · a1 белый король · c1 белая ладья · g1 белая ладья | a8 чёрный крест · b8 чёрный крест · c8 чёрный крест · d8 чёрный крест · e8 чёрный крест · f8 чёрный крест · h8 чёрный крест · a7 чёрный крест · b7 чёрный крест · c7 чёрный конь · d7 чёрный крест · e7 чёрный крест · f7 чёрный крест · h7 чёрный крест · a6 чёрный крест · b6 чёрный крест · d6 чёрная пешка · f6 чёрная пешка · a5 чёрный крест · b5 чёрный крест · f5 белая пешка · h5 чёрный крест · a4 чёрная пешка · b4 чёрная пешка · d4 белая пешка · e4 белый конь · f4 белый слон · d3 чёрный крест · f3 чёрный крест · h3 белая пешка · a2 белая пешка · b2 белая пешка · h2 белый ферзь · a1 белый король · c1 белая ладья · g1 белая ладья | a8 чёрный крест · b8 чёрный крест · c8 чёрный крест · d8 чёрный крест · e8 чёрный крест · f8 чёрный крест · h8 чёрный крест · a7 чёрный крест · b7 чёрный крест · c7 чёрный конь · d7 чёрный крест · e7 чёрный крест · f7 чёрный крест · h7 чёрный крест · a6 чёрный крест · b6 чёрный крест · d6 чёрная пешка · f6 чёрная пешка · a5 чёрный крест · b5 чёрный крест · f5 белая пешка · h5 чёрный крест · a4 чёрная пешка · b4 чёрная пешка · d4 белая пешка · e4 белый конь · f4 белый слон · d3 чёрный крест · f3 чёрный крест · h3 белая пешка · a2 белая пешка · b2 белая пешка · h2 белый ферзь · a1 белый король · c1 белая ладья · g1 белая ладья | 3 |
| 2 | a8 чёрный крест · b8 чёрный крест · c8 чёрный крест · d8 чёрный крест · e8 чёрный крест · f8 чёрный крест · h8 чёрный крест · a7 чёрный крест · b7 чёрный крест · c7 чёрный конь · d7 чёрный крест · e7 чёрный крест · f7 чёрный крест · h7 чёрный крест · a6 чёрный крест · b6 чёрный крест · d6 чёрная пешка · f6 чёрная пешка · a5 чёрный крест · b5 чёрный крест · f5 белая пешка · h5 чёрный крест · a4 чёрная пешка · b4 чёрная пешка · d4 белая пешка · e4 белый конь · f4 белый слон · d3 чёрный крест · f3 чёрный крест · h3 белая пешка · a2 белая пешка · b2 белая пешка · h2 белый ферзь · a1 белый король · c1 белая ладья · g1 белая ладья | a8 чёрный крест · b8 чёрный крест · c8 чёрный крест · d8 чёрный крест · e8 чёрный крест · f8 чёрный крест · h8 чёрный крест · a7 чёрный крест · b7 чёрный крест · c7 чёрный конь · d7 чёрный крест · e7 чёрный крест · f7 чёрный крест · h7 чёрный крест · a6 чёрный крест · b6 чёрный крест · d6 чёрная пешка · f6 чёрная пешка · a5 чёрный крест · b5 чёрный крест · f5 белая пешка · h5 чёрный крест · a4 чёрная пешка · b4 чёрная пешка · d4 белая пешка · e4 белый конь · f4 белый слон · d3 чёрный крест · f3 чёрный крест · h3 белая пешка · a2 белая пешка · b2 белая пешка · h2 белый ферзь · a1 белый король · c1 белая ладья · g1 белая ладья | a8 чёрный крест · b8 чёрный крест · c8 чёрный крест · d8 чёрный крест · e8 чёрный крест · f8 чёрный крест · h8 чёрный крест · a7 чёрный крест · b7 чёрный крест · c7 чёрный конь · d7 чёрный крест · e7 чёрный крест · f7 чёрный крест · h7 чёрный крест · a6 чёрный крест · b6 чёрный крест · d6 чёрная пешка · f6 чёрная пешка · a5 чёрный крест · b5 чёрный крест · f5 белая пешка · h5 чёрный крест · a4 чёрная пешка · b4 чёрная пешка · d4 белая пешка · e4 белый конь · f4 белый слон · d3 чёрный крест · f3 чёрный крест · h3 белая пешка · a2 белая пешка · b2 белая пешка · h2 белый ферзь · a1 белый король · c1 белая ладья · g1 белая ладья | a8 чёрный крест · b8 чёрный крест · c8 чёрный крест · d8 чёрный крест · e8 чёрный крест · f8 чёрный крест · h8 чёрный крест · a7 чёрный крест · b7 чёрный крест · c7 чёрный конь · d7 чёрный крест · e7 чёрный крест · f7 чёрный крест · h7 чёрный крест · a6 чёрный крест · b6 чёрный крест · d6 чёрная пешка · f6 чёрная пешка · a5 чёрный крест · b5 чёрный крест · f5 белая пешка · h5 чёрный крест · a4 чёрная пешка · b4 чёрная пешка · d4 белая пешка · e4 белый конь · f4 белый слон · d3 чёрный крест · f3 чёрный крест · h3 белая пешка · a2 белая пешка · b2 белая пешка · h2 белый ферзь · a1 белый король · c1 белая ладья · g1 белая ладья | a8 чёрный крест · b8 чёрный крест · c8 чёрный крест · d8 чёрный крест · e8 чёрный крест · f8 чёрный крест · h8 чёрный крест · a7 чёрный крест · b7 чёрный крест · c7 чёрный конь · d7 чёрный крест · e7 чёрный крест · f7 чёрный крест · h7 чёрный крест · a6 чёрный крест · b6 чёрный крест · d6 чёрная пешка · f6 чёрная пешка · a5 чёрный крест · b5 чёрный крест · f5 белая пешка · h5 чёрный крест · a4 чёрная пешка · b4 чёрная пешка · d4 белая пешка · e4 белый конь · f4 белый слон · d3 чёрный крест · f3 чёрный крест · h3 белая пешка · a2 белая пешка · b2 белая пешка · h2 белый ферзь · a1 белый король · c1 белая ладья · g1 белая ладья | a8 чёрный крест · b8 чёрный крест · c8 чёрный крест · d8 чёрный крест · e8 чёрный крест · f8 чёрный крест · h8 чёрный крест · a7 чёрный крест · b7 чёрный крест · c7 чёрный конь · d7 чёрный крест · e7 чёрный крест · f7 чёрный крест · h7 чёрный крест · a6 чёрный крест · b6 чёрный крест · d6 чёрная пешка · f6 чёрная пешка · a5 чёрный крест · b5 чёрный крест · f5 белая пешка · h5 чёрный крест · a4 чёрная пешка · b4 чёрная пешка · d4 белая пешка · e4 белый конь · f4 белый слон · d3 чёрный крест · f3 чёрный крест · h3 белая пешка · a2 белая пешка · b2 белая пешка · h2 белый ферзь · a1 белый король · c1 белая ладья · g1 белая ладья | a8 чёрный крест · b8 чёрный крест · c8 чёрный крест · d8 чёрный крест · e8 чёрный крест · f8 чёрный крест · h8 чёрный крест · a7 чёрный крест · b7 чёрный крест · c7 чёрный конь · d7 чёрный крест · e7 чёрный крест · f7 чёрный крест · h7 чёрный крест · a6 чёрный крест · b6 чёрный крест · d6 чёрная пешка · f6 чёрная пешка · a5 чёрный крест · b5 чёрный крест · f5 белая пешка · h5 чёрный крест · a4 чёрная пешка · b4 чёрная пешка · d4 белая пешка · e4 белый конь · f4 белый слон · d3 чёрный крест · f3 чёрный крест · h3 белая пешка · a2 белая пешка · b2 белая пешка · h2 белый ферзь · a1 белый король · c1 белая ладья · g1 белая ладья | a8 чёрный крест · b8 чёрный крест · c8 чёрный крест · d8 чёрный крест · e8 чёрный крест · f8 чёрный крест · h8 чёрный крест · a7 чёрный крест · b7 чёрный крест · c7 чёрный конь · d7 чёрный крест · e7 чёрный крест · f7 чёрный крест · h7 чёрный крест · a6 чёрный крест · b6 чёрный крест · d6 чёрная пешка · f6 чёрная пешка · a5 чёрный крест · b5 чёрный крест · f5 белая пешка · h5 чёрный крест · a4 чёрная пешка · b4 чёрная пешка · d4 белая пешка · e4 белый конь · f4 белый слон · d3 чёрный крест · f3 чёрный крест · h3 белая пешка · a2 белая пешка · b2 белая пешка · h2 белый ферзь · a1 белый король · c1 белая ладья · g1 белая ладья | 2 |
| 1 | a8 чёрный крест · b8 чёрный крест · c8 чёрный крест · d8 чёрный крест · e8 чёрный крест · f8 чёрный крест · h8 чёрный крест · a7 чёрный крест · b7 чёрный крест · c7 чёрный конь · d7 чёрный крест · e7 чёрный крест · f7 чёрный крест · h7 чёрный крест · a6 чёрный крест · b6 чёрный крест · d6 чёрная пешка · f6 чёрная пешка · a5 чёрный крест · b5 чёрный крест · f5 белая пешка · h5 чёрный крест · a4 чёрная пешка · b4 чёрная пешка · d4 белая пешка · e4 белый конь · f4 белый слон · d3 чёрный крест · f3 чёрный крест · h3 белая пешка · a2 белая пешка · b2 белая пешка · h2 белый ферзь · a1 белый король · c1 белая ладья · g1 белая ладья | a8 чёрный крест · b8 чёрный крест · c8 чёрный крест · d8 чёрный крест · e8 чёрный крест · f8 чёрный крест · h8 чёрный крест · a7 чёрный крест · b7 чёрный крест · c7 чёрный конь · d7 чёрный крест · e7 чёрный крест · f7 чёрный крест · h7 чёрный крест · a6 чёрный крест · b6 чёрный крест · d6 чёрная пешка · f6 чёрная пешка · a5 чёрный крест · b5 чёрный крест · f5 белая пешка · h5 чёрный крест · a4 чёрная пешка · b4 чёрная пешка · d4 белая пешка · e4 белый конь · f4 белый слон · d3 чёрный крест · f3 чёрный крест · h3 белая пешка · a2 белая пешка · b2 белая пешка · h2 белый ферзь · a1 белый король · c1 белая ладья · g1 белая ладья | a8 чёрный крест · b8 чёрный крест · c8 чёрный крест · d8 чёрный крест · e8 чёрный крест · f8 чёрный крест · h8 чёрный крест · a7 чёрный крест · b7 чёрный крест · c7 чёрный конь · d7 чёрный крест · e7 чёрный крест · f7 чёрный крест · h7 чёрный крест · a6 чёрный крест · b6 чёрный крест · d6 чёрная пешка · f6 чёрная пешка · a5 чёрный крест · b5 чёрный крест · f5 белая пешка · h5 чёрный крест · a4 чёрная пешка · b4 чёрная пешка · d4 белая пешка · e4 белый конь · f4 белый слон · d3 чёрный крест · f3 чёрный крест · h3 белая пешка · a2 белая пешка · b2 белая пешка · h2 белый ферзь · a1 белый король · c1 белая ладья · g1 белая ладья | a8 чёрный крест · b8 чёрный крест · c8 чёрный крест · d8 чёрный крест · e8 чёрный крест · f8 чёрный крест · h8 чёрный крест · a7 чёрный крест · b7 чёрный крест · c7 чёрный конь · d7 чёрный крест · e7 чёрный крест · f7 чёрный крест · h7 чёрный крест · a6 чёрный крест · b6 чёрный крест · d6 чёрная пешка · f6 чёрная пешка · a5 чёрный крест · b5 чёрный крест · f5 белая пешка · h5 чёрный крест · a4 чёрная пешка · b4 чёрная пешка · d4 белая пешка · e4 белый конь · f4 белый слон · d3 чёрный крест · f3 чёрный крест · h3 белая пешка · a2 белая пешка · b2 белая пешка · h2 белый ферзь · a1 белый король · c1 белая ладья · g1 белая ладья | a8 чёрный крест · b8 чёрный крест · c8 чёрный крест · d8 чёрный крест · e8 чёрный крест · f8 чёрный крест · h8 чёрный крест · a7 чёрный крест · b7 чёрный крест · c7 чёрный конь · d7 чёрный крест · e7 чёрный крест · f7 чёрный крест · h7 чёрный крест · a6 чёрный крест · b6 чёрный крест · d6 чёрная пешка · f6 чёрная пешка · a5 чёрный крест · b5 чёрный крест · f5 белая пешка · h5 чёрный крест · a4 чёрная пешка · b4 чёрная пешка · d4 белая пешка · e4 белый конь · f4 белый слон · d3 чёрный крест · f3 чёрный крест · h3 белая пешка · a2 белая пешка · b2 белая пешка · h2 белый ферзь · a1 белый король · c1 белая ладья · g1 белая ладья | a8 чёрный крест · b8 чёрный крест · c8 чёрный крест · d8 чёрный крест · e8 чёрный крест · f8 чёрный крест · h8 чёрный крест · a7 чёрный крест · b7 чёрный крест · c7 чёрный конь · d7 чёрный крест · e7 чёрный крест · f7 чёрный крест · h7 чёрный крест · a6 чёрный крест · b6 чёрный крест · d6 чёрная пешка · f6 чёрная пешка · a5 чёрный крест · b5 чёрный крест · f5 белая пешка · h5 чёрный крест · a4 чёрная пешка · b4 чёрная пешка · d4 белая пешка · e4 белый конь · f4 белый слон · d3 чёрный крест · f3 чёрный крест · h3 белая пешка · a2 белая пешка · b2 белая пешка · h2 белый ферзь · a1 белый король · c1 белая ладья · g1 белая ладья | a8 чёрный крест · b8 чёрный крест · c8 чёрный крест · d8 чёрный крест · e8 чёрный крест · f8 чёрный крест · h8 чёрный крест · a7 чёрный крест · b7 чёрный крест · c7 чёрный конь · d7 чёрный крест · e7 чёрный крест · f7 чёрный крест · h7 чёрный крест · a6 чёрный крест · b6 чёрный крест · d6 чёрная пешка · f6 чёрная пешка · a5 чёрный крест · b5 чёрный крест · f5 белая пешка · h5 чёрный крест · a4 чёрная пешка · b4 чёрная пешка · d4 белая пешка · e4 белый конь · f4 белый слон · d3 чёрный крест · f3 чёрный крест · h3 белая пешка · a2 белая пешка · b2 белая пешка · h2 белый ферзь · a1 белый король · c1 белая ладья · g1 белая ладья | a8 чёрный крест · b8 чёрный крест · c8 чёрный крест · d8 чёрный крест · e8 чёрный крест · f8 чёрный крест · h8 чёрный крест · a7 чёрный крест · b7 чёрный крест · c7 чёрный конь · d7 чёрный крест · e7 чёрный крест · f7 чёрный крест · h7 чёрный крест · a6 чёрный крест · b6 чёрный крест · d6 чёрная пешка · f6 чёрная пешка · a5 чёрный крест · b5 чёрный крест · f5 белая пешка · h5 чёрный крест · a4 чёрная пешка · b4 чёрная пешка · d4 белая пешка · e4 белый конь · f4 белый слон · d3 чёрный крест · f3 чёрный крест · h3 белая пешка · a2 белая пешка · b2 белая пешка · h2 белый ферзь · a1 белый король · c1 белая ладья · g1 белая ладья | 1 |
|   | a | b | c | d | e | f | g | h |   |

## Отличия отклассических шахмат
- Цель игры — обнаружить и забрать короля противника.
- Король может ходить на поле, которое находится под ударом, включая рокировку. Даже если на доске остались лишь два короля, то игра может продолжаться до тех пор, пока один из королей, делая очередной ход, не подставится под удар короля соперника и таким образом даст противнику возможность забрать его и победить.
- Взятие на проходе возможно, даже если игрок не видит пешку, которую он может взять. В других вариантах пешка видит свою «жертву» в течение того полухода, когда она способна брать на проходе. В некоторых вариантах реализации взятие на проходе отсутствует.